# 日野・デュトロ

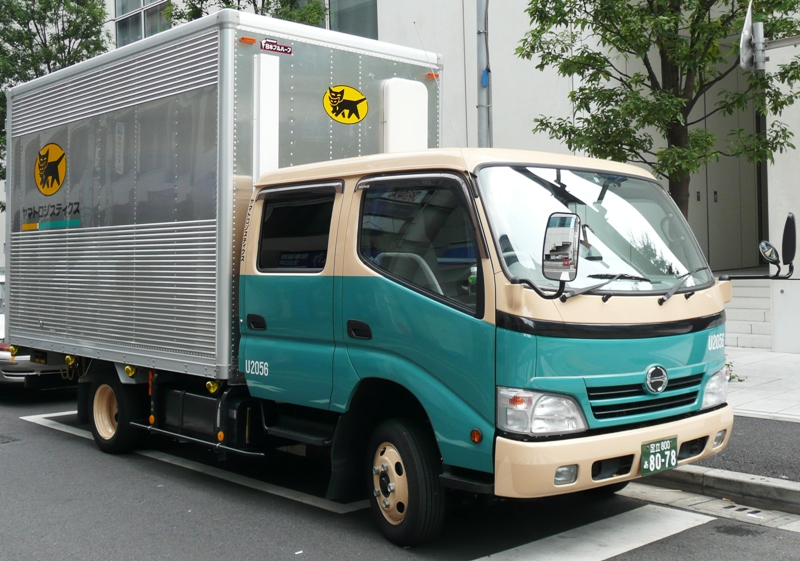
初代デュトロ
ワイドダブルキャブ

デュトロ（DUTRO）は、日野自動車が製造、販売する販売する1.5トン - 3トン積クラスの小型・中型トラック。日本国外では1.5トン積クラスがHINO 200シリーズ、2トン - 3トン積クラスがHINO 300シリーズとして発売される。
当項では前身となったレンジャー2/3（レンジャーII/IIIとも記される）についても触れる。

## 概要
デュトロは、日野自動車のトラック分野でのフルラインナップ化の強化のため、1999年5月に発表された。ラインナップにパラレルハイブリッド仕様を持ち、ごみ収集車や大手運送会社の小口集配車として導入が進んでいる。
日野自動車はブリスカを最後に、自社ブランドの小型貨物車の生産を行っておらず、2トン積クラスのキャブオーバートラックについても、長らくトヨタ・ダイナ／トヨエース／ダイハツ・デルタのOEM供給を受けていた。デュトロでは、トヨタとの共同開発ながら、自社生産となった。1.5トン積クラスは長らくダイナ／トヨエースのみに設定されていたが、2021年7月にデュトロにも1.5トン積クラスが設定された。
ほとんどの車両が準中型自動車（総重量5トン未満を含む）以上に分類されており、2017年3月13日以降に普通免許を取得した場合は運転できなかったが、2022年6月に車両総重量3.5t未満にこだわった小型BEVトラックのデュトロZ EVの登場により新普通免許での運転が可能となった。その代わりトヨタ側には前から存在するガソリン仕様があるためOEMは行われていない。
北アメリカでは2021年モデルのみMシリーズとして販売されていたが、2020年に発生した北米工場におけるエンジン認証の遅れにより、北アメリカにおける自社開発モデルの販売を一時休止する事になった。2022年モデルからいすゞ・エルフ（日本国外車名：Nシリーズ）のOEMを受けた上で「Sシリーズ」として販売する予定である。2022年モデルと2023年モデルはいすゞからのOEM供給が確定しているが、2024年モデル以降は自社開発モデルへ戻す可能性があるという 。
2024年2月1日、トヨタ・GDエンジンを搭載する車種の生産を停止。GDエンジンを設計、製造した豊田自動織機が認証試験の際に不正を行っていたことへの対応。

## 歴史

### レンジャー2/3（1978-1999年）

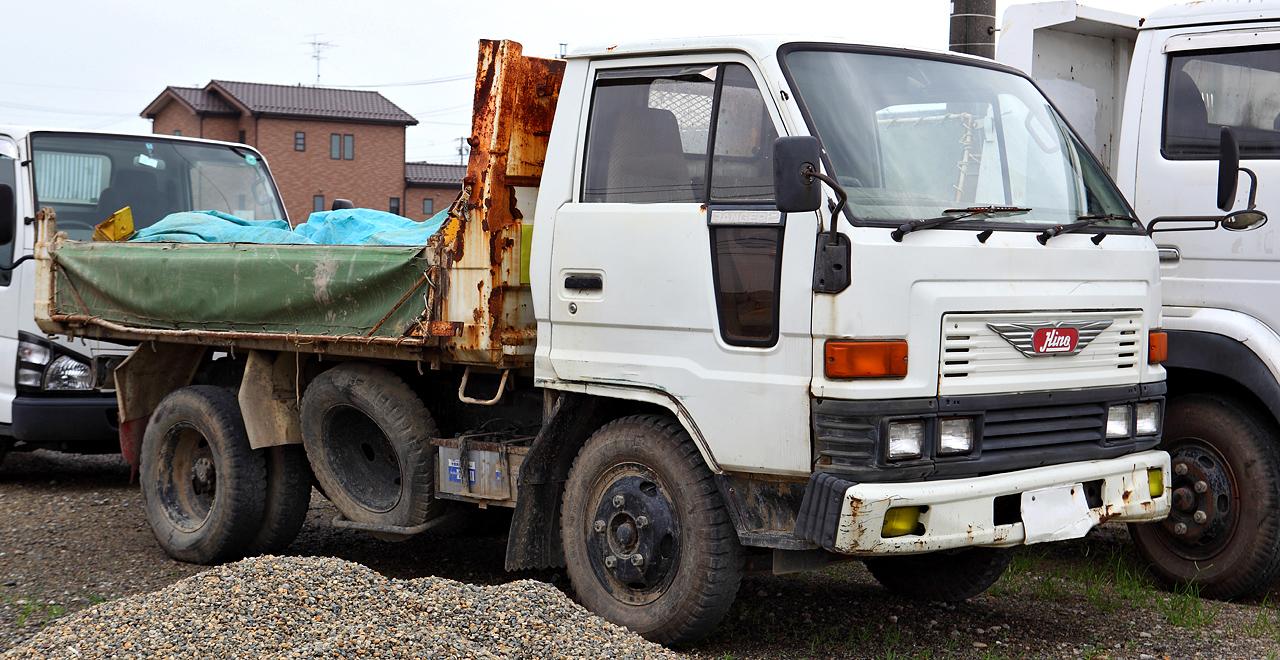
2代目レンジャー2
ダンプカー

- 1978年8月ダイハツ・デルタトラックのOEM版として登場。フロントグリルはKLレンジャーに似たデザインである。エンジンはトヨタ製のB系。ダイナ / デルタとは異なり、1BOXタイプのルートバンの設定はない。キャッチコピーは「ウイングマークの白い2トン」。
- 1980年1月 3トン積みのワイドボディのレンジャー3を追加。
- 1980年10月 ワイドキャブ車を追加。
- 1984年9月フルモデルチェンジ。エンジンはトヨタ製B系が主体で、一部に日野製のW型を設定（ダイナ / トヨエースも同様）。デルタとは異なり、グリルの上部が白になっている。

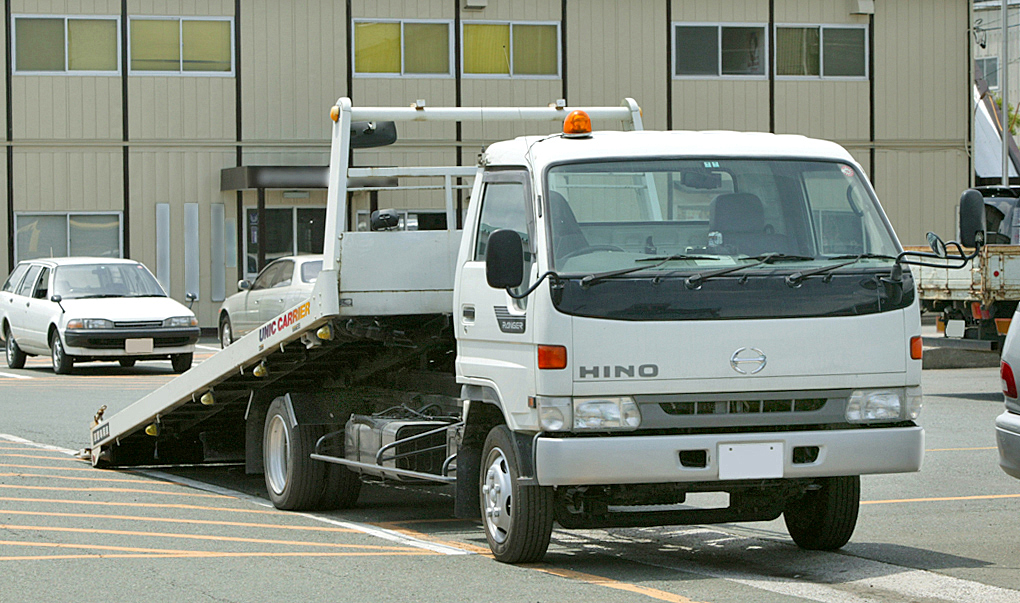
3代目レンジャー2 車積載車

- 1995年5月フルモデルチェンジ。デルタと共にダイナ / トヨエースのOEMに変更。デルタがダイナと共通のフロントグリルであったのに対し、レンジャー2はトヨエースと共通であった。15B-F（4,1 L）型エンジン設定に伴いW型エンジン廃止（ダイナ / トヨエースも同様）。
- 1998年10月 レンジャー2誕生20周年記念特別仕様車「Custom20」発売。100台限定。

### 初代（1999年-2011年）

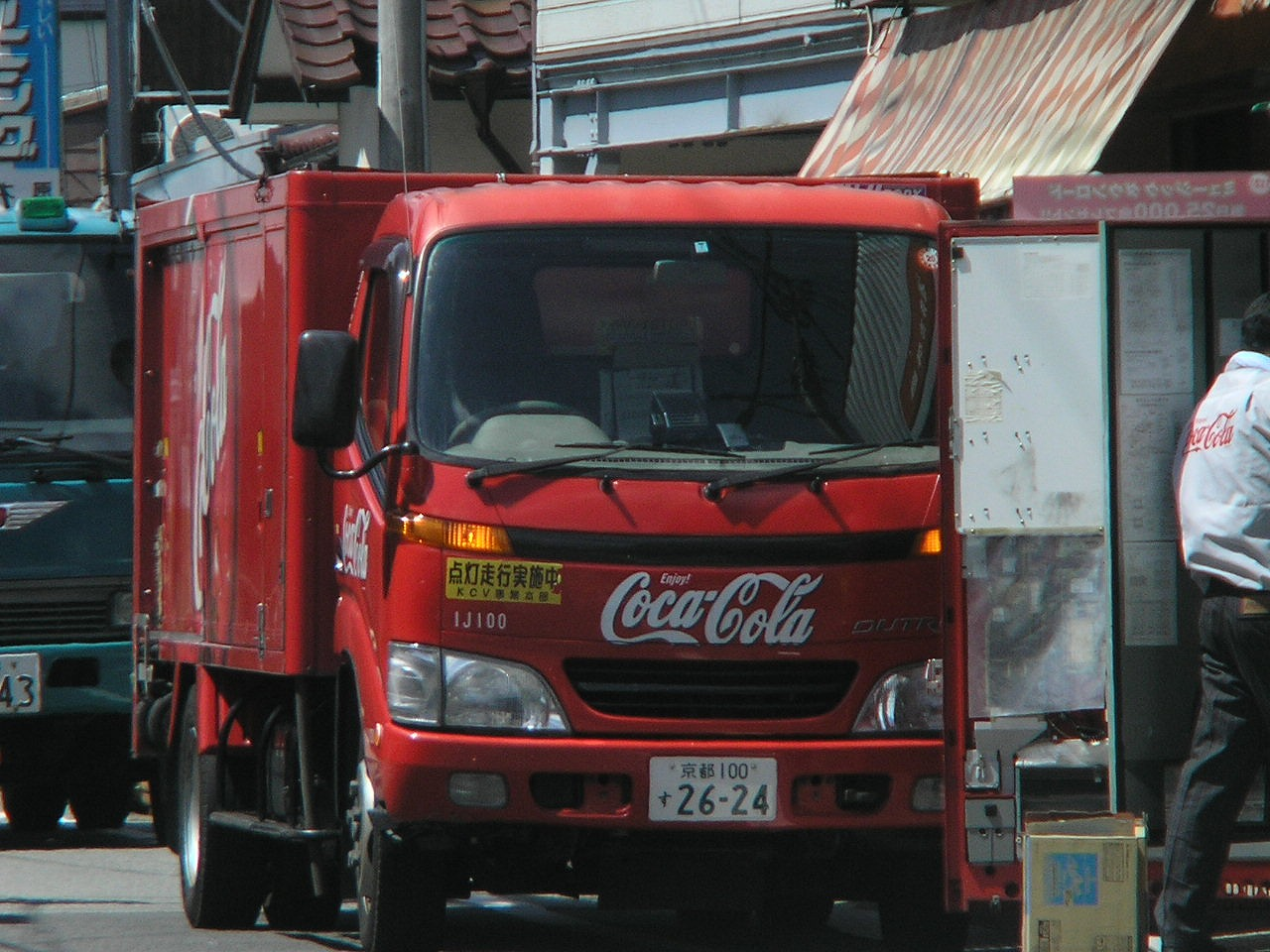
初代デュトロ（前期型）

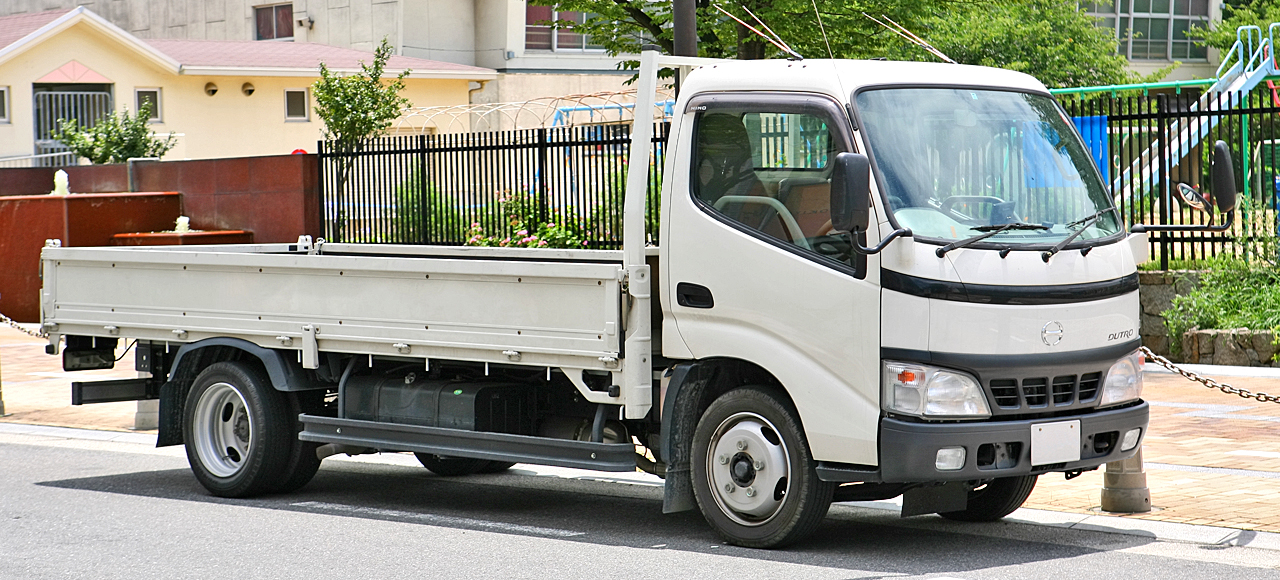
初代デュトロ 2トンロング（中期型）

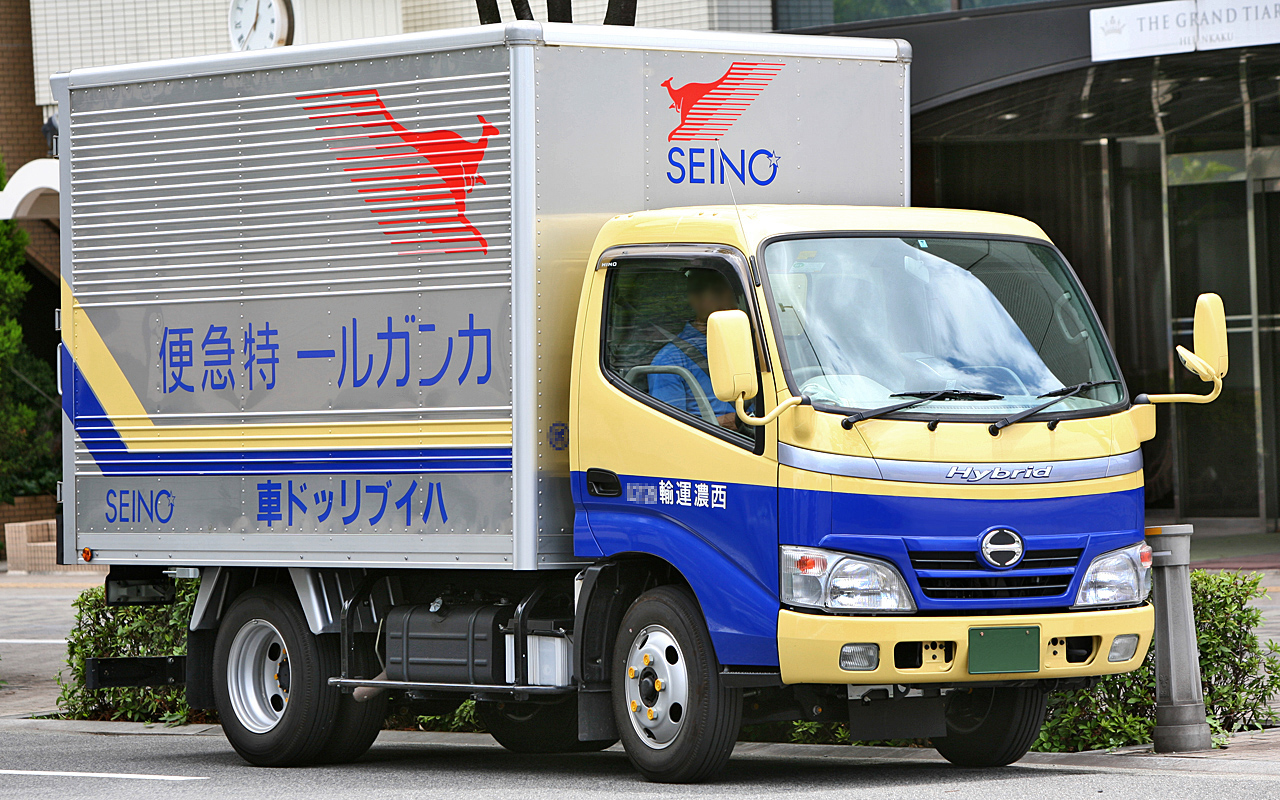
初代デュトロハイブリッド（後期型）

- 1999年5月 製造開始。テレビCMにはともさかりえが出演。ダイナ／トヨエースとの違いは、1トン級の設定が無いこと、運転席エアバッグが標準装備となること（ダイナ／トヨエースは2004年に標準装備された）。ルートバンのBピラー以降はH100系ハイエースからの流用。
- 2002年6月 マイナーチェンジ。フロントデザインが変更され、ミラーステー下に配置されていたターンシグナルランプがヘッドランプ内に移設されるなどの変更を受けた。
- 2003年11月、2トン積トラック初のハイブリッド車として、日野HIMRシステムをベースとしたパラレルハイブリッド方式のデュトロ・ハイブリッドを追加。
- 2006年9月、マイナーチェンジの際、新長期排出ガス規制値比NOx・PM10 %低減、及びHINOブランド意匠のグリルに変更。

アイシン精機（現:アイシン）製のオートマチックトランスミッションが6速となり、トルクコンバーター式ステップAT（有段AT）を装備する2トン系小型トラックでは最多段数となる。
ギアポジションは、P、R、D、D4、321の5ポジションである（表示を変え、MC前のシフトレバー周りをそのまま使用）。オーバードライブボタンは「D5」表記となる。
エンジンは4.0 LのN04Cに統一、2WDフロント独立懸架車のサスペンションスプリングをトーションバーからコイルに変更。
海外では300シリーズの名前で販売されている地域もあるほか、国内向けとはフロントグリルが異なっている。インドネシアでは、マイクロバスモデルが販売されている。

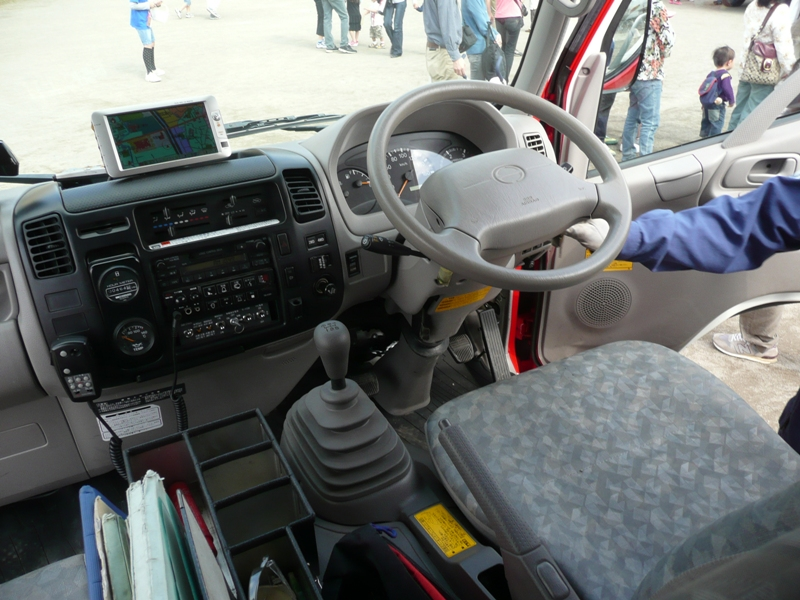
運転席
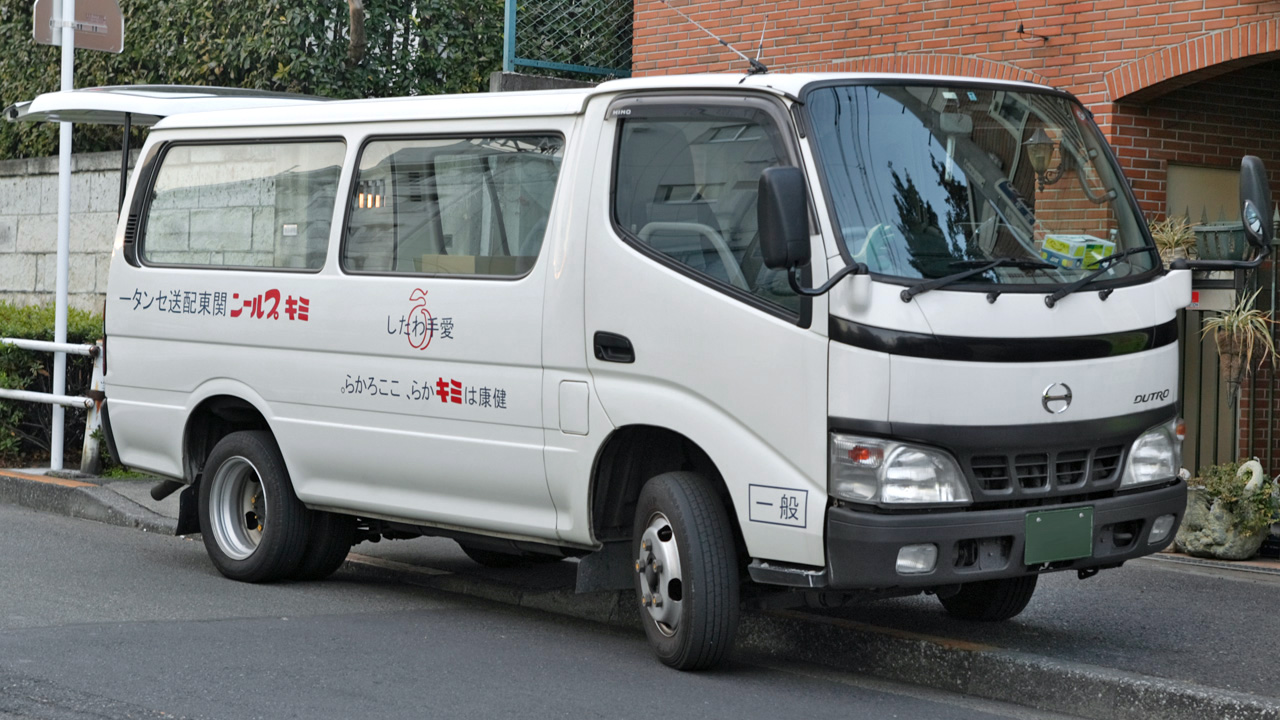
ルートバン（中期型）
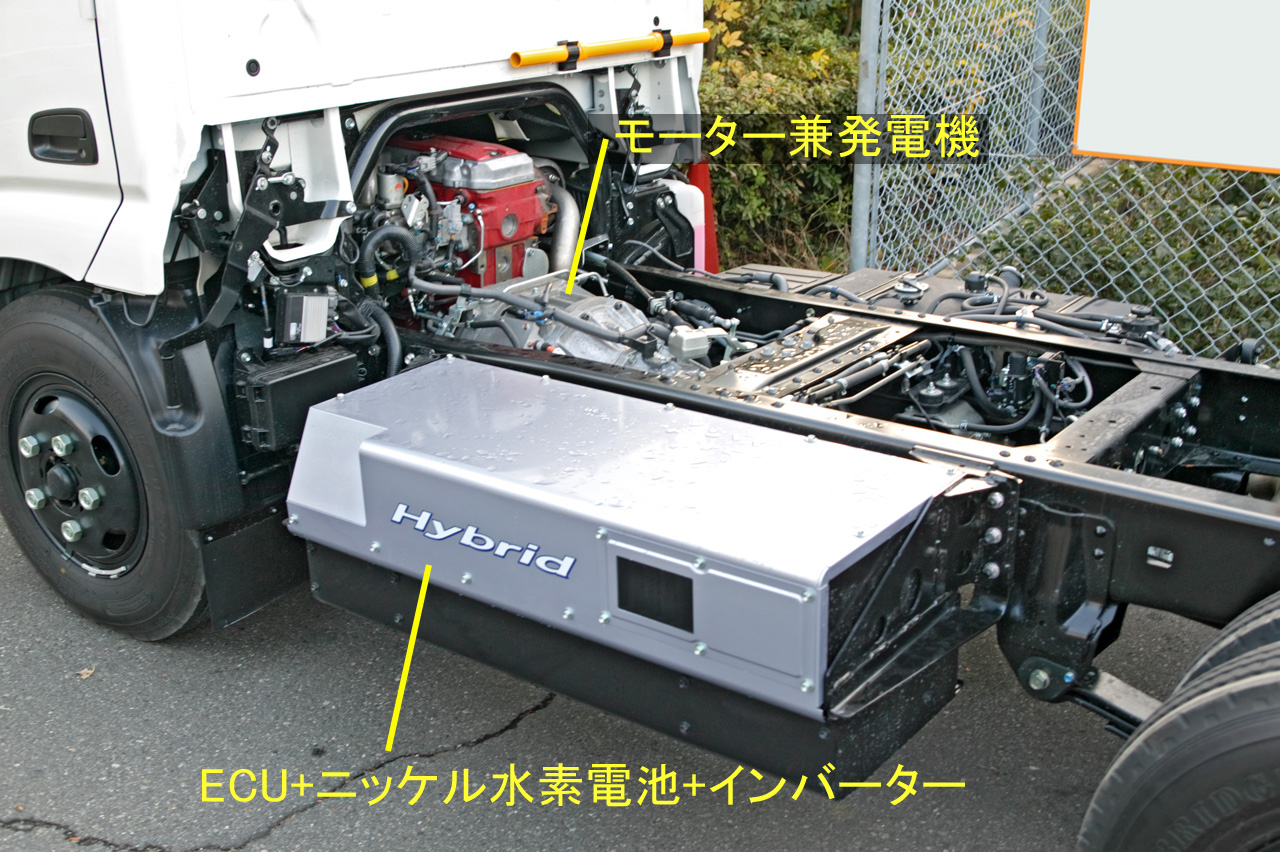
ハイブリッド 主要部
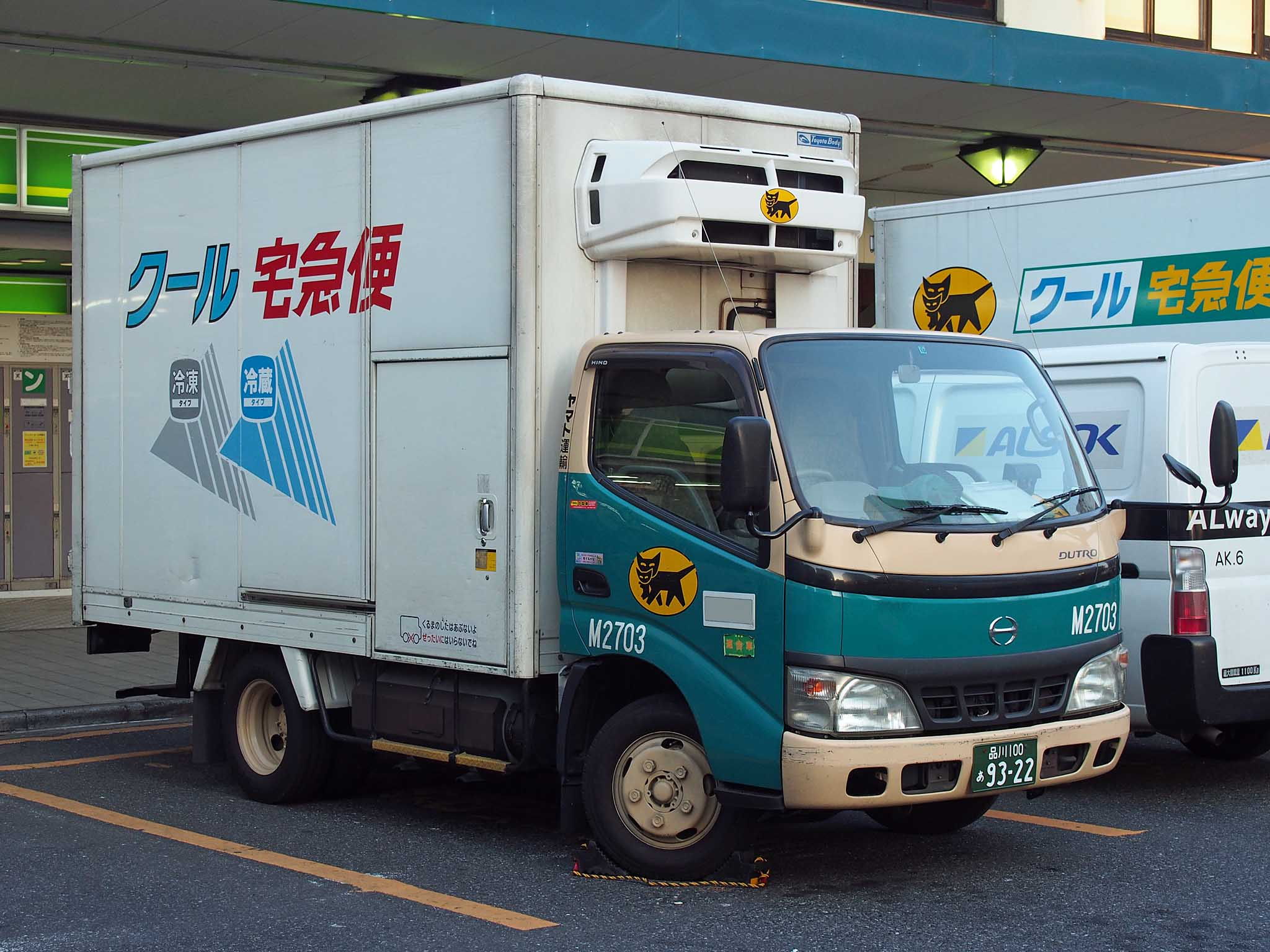
標準幅・LPG車（ヤマト運輸）
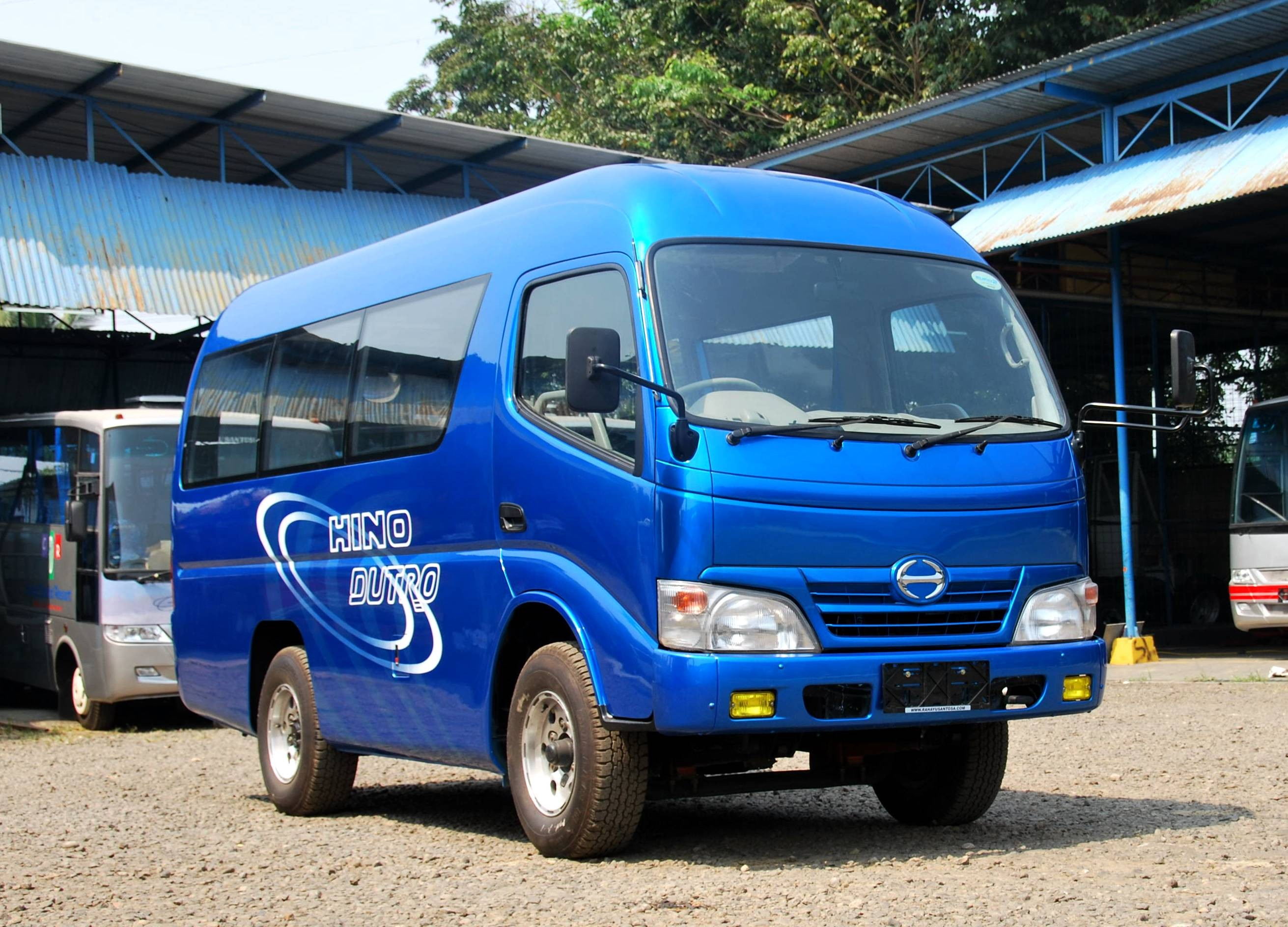
デュトロ 110 バス（インドネシアで販売されているデュトロにバスボディを架装したマイクロバスモデル）
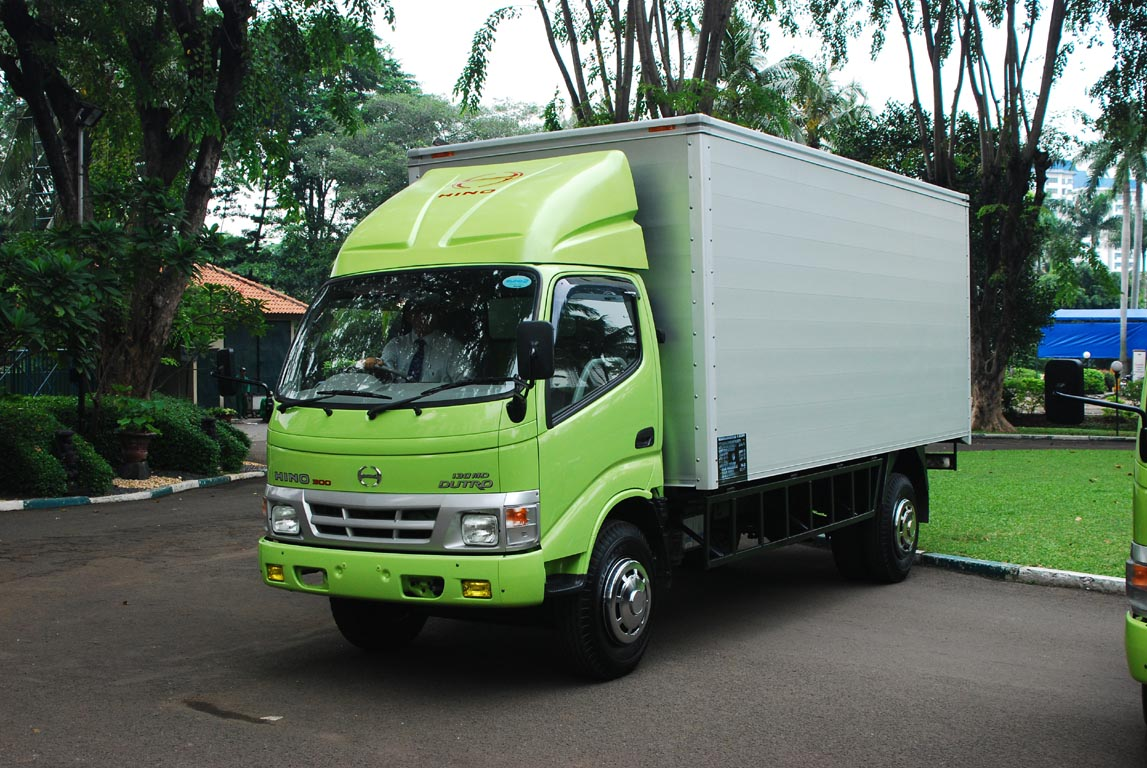
海外仕様の国内とのフロントグリル違いの一例（インドネシア仕様）

### 2代目（2t積系2011年-/1.5t積系2021年-）

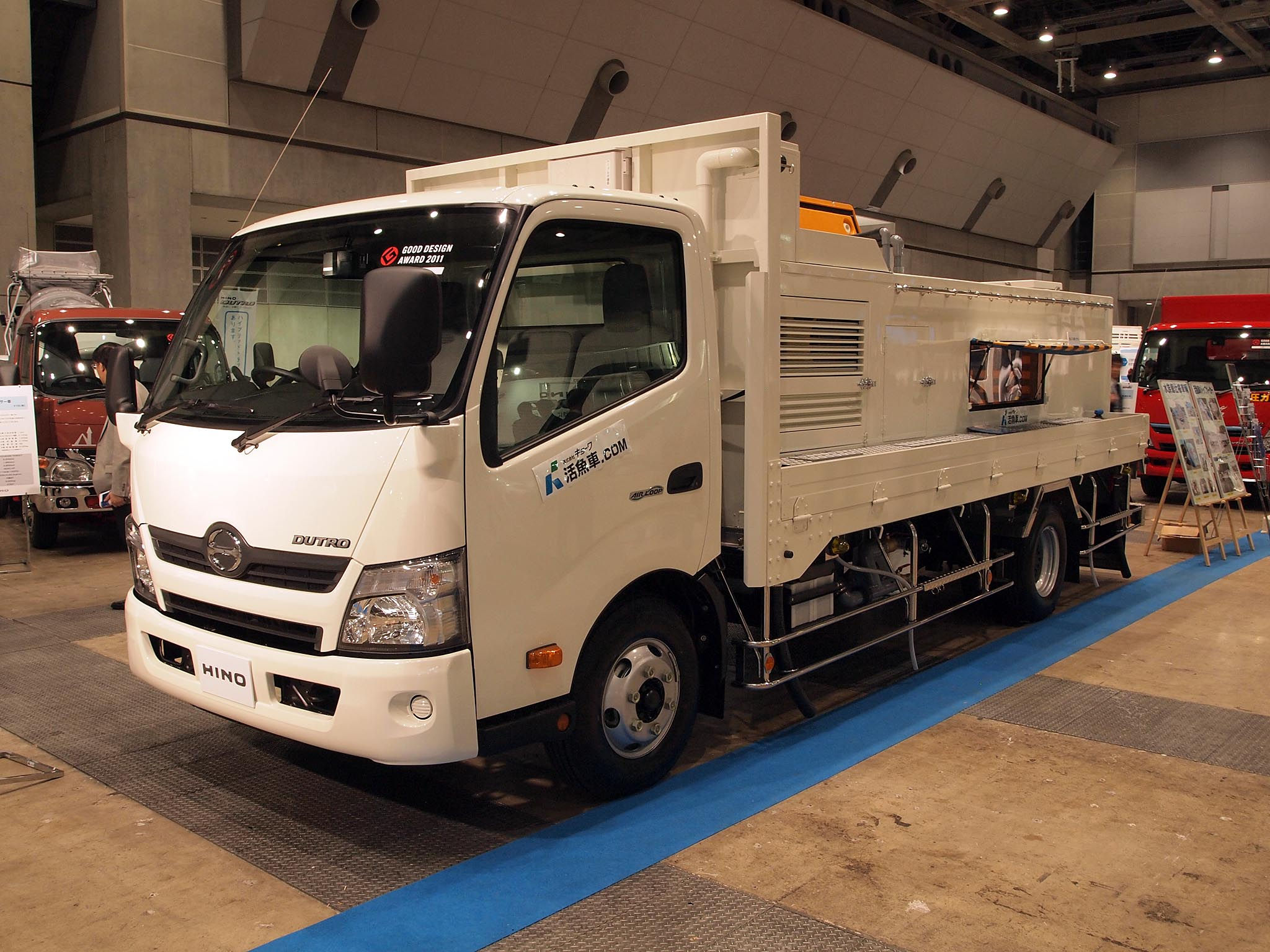
2代目デュトロ
ワイドキャブ・活魚輸送車

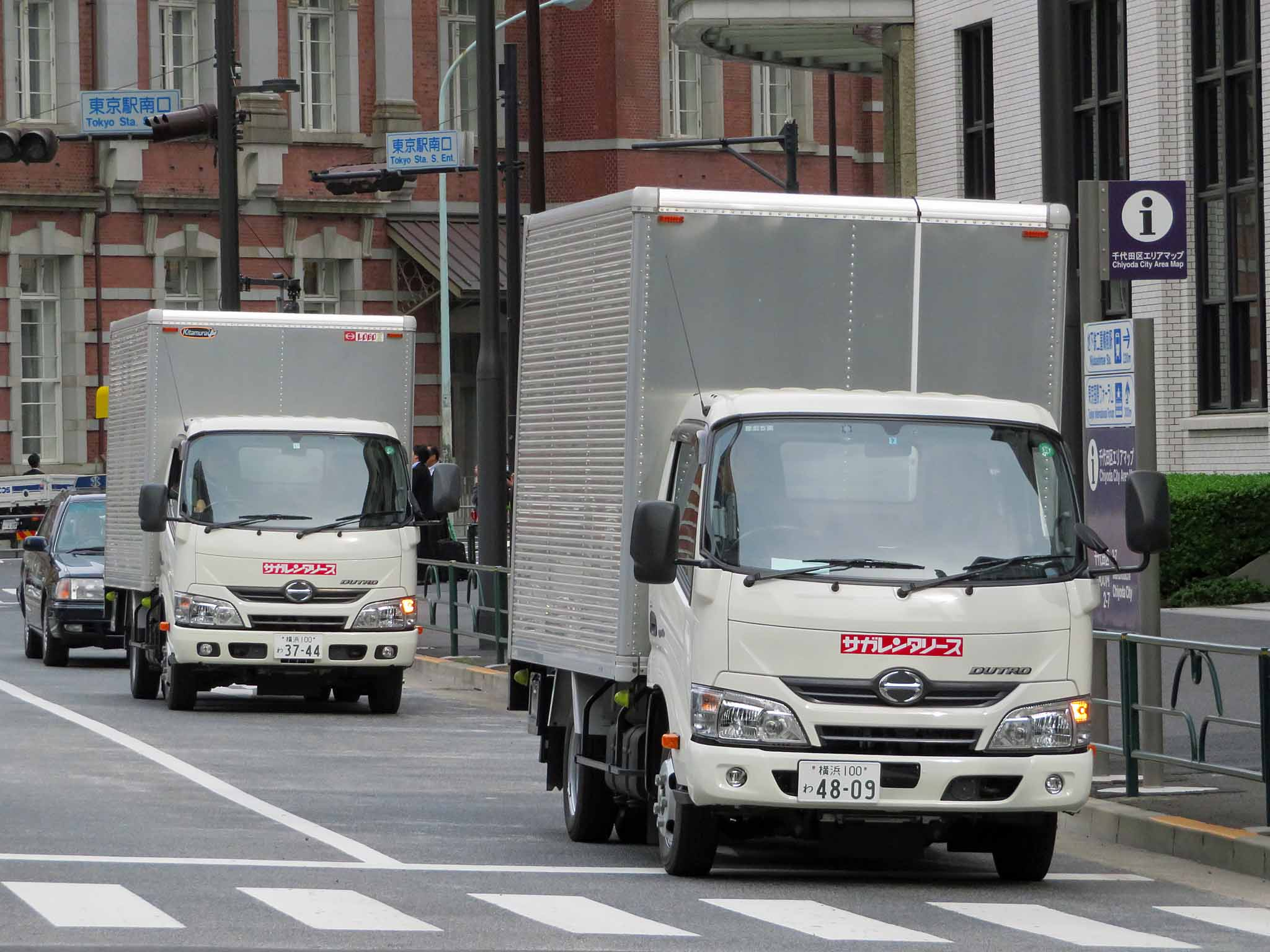
2代目デュトロ標準キャブ
2016年改良型・PCS非装着車（手前）と2011年販売型（奥）の差異

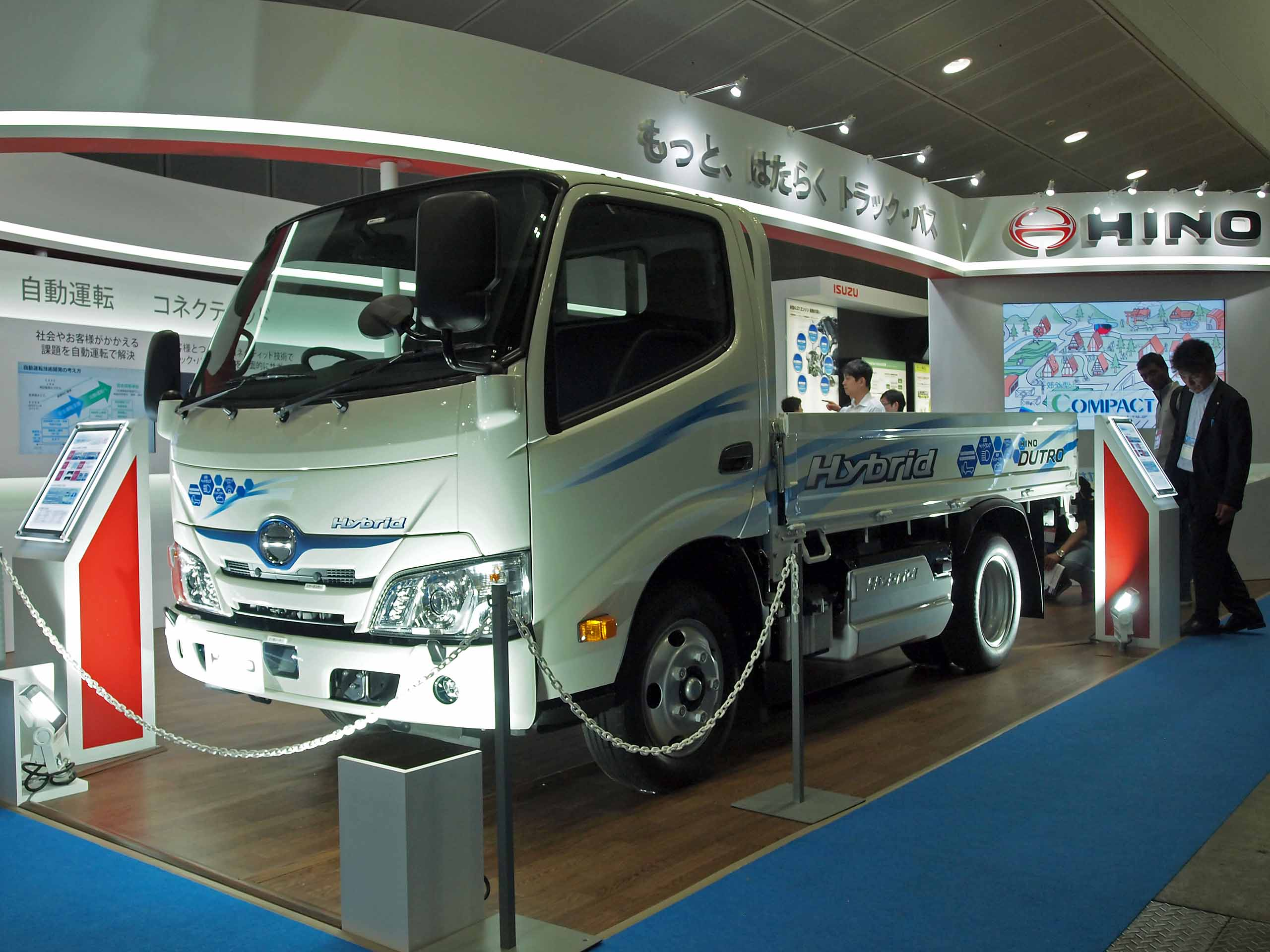
2代目デュトロハイブリッド標準キャブ（2019年型）

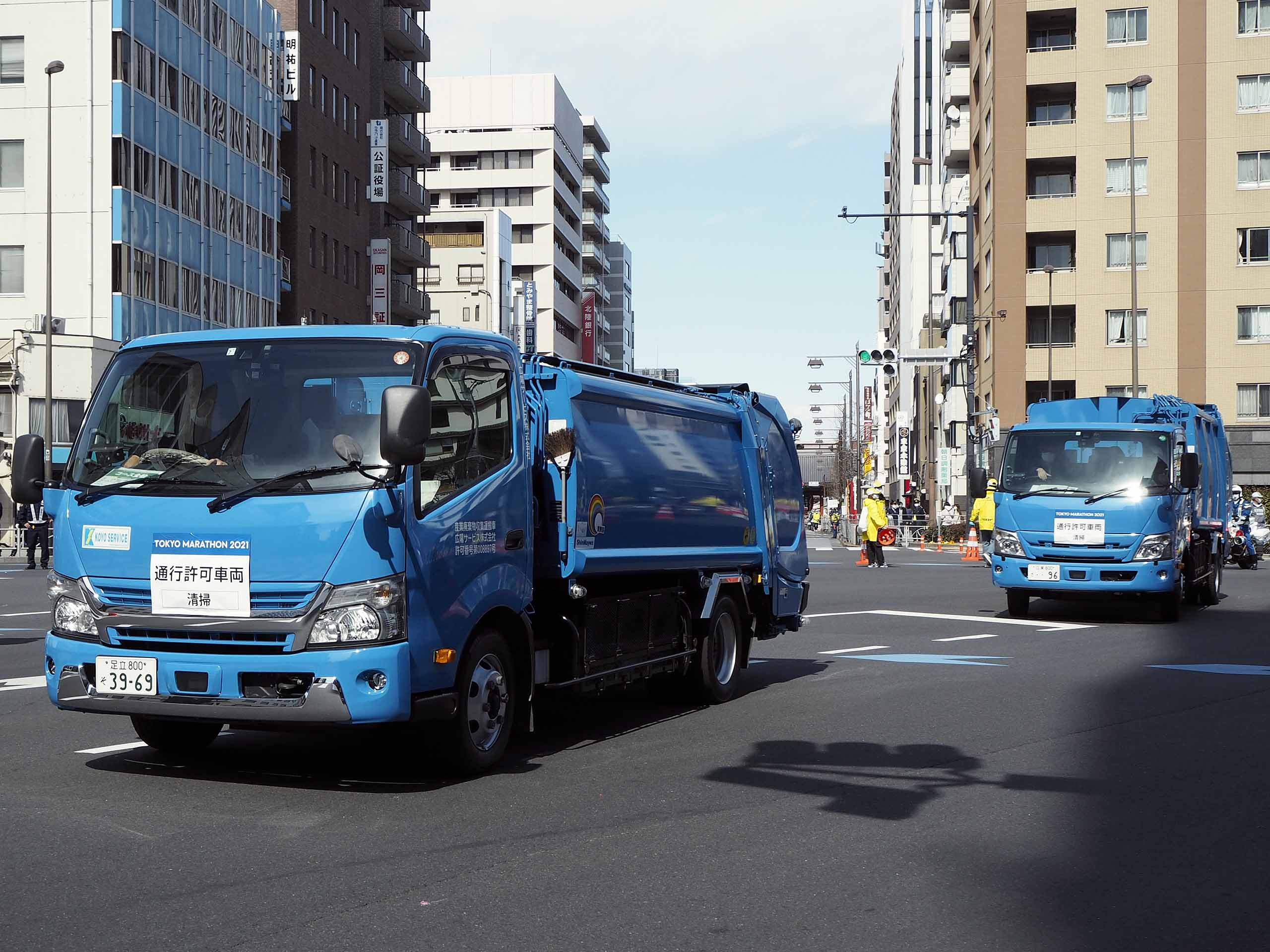
2代目デュトロワイドキャブ
2016年改良型（手前）と2019年販売型（奥）の差異

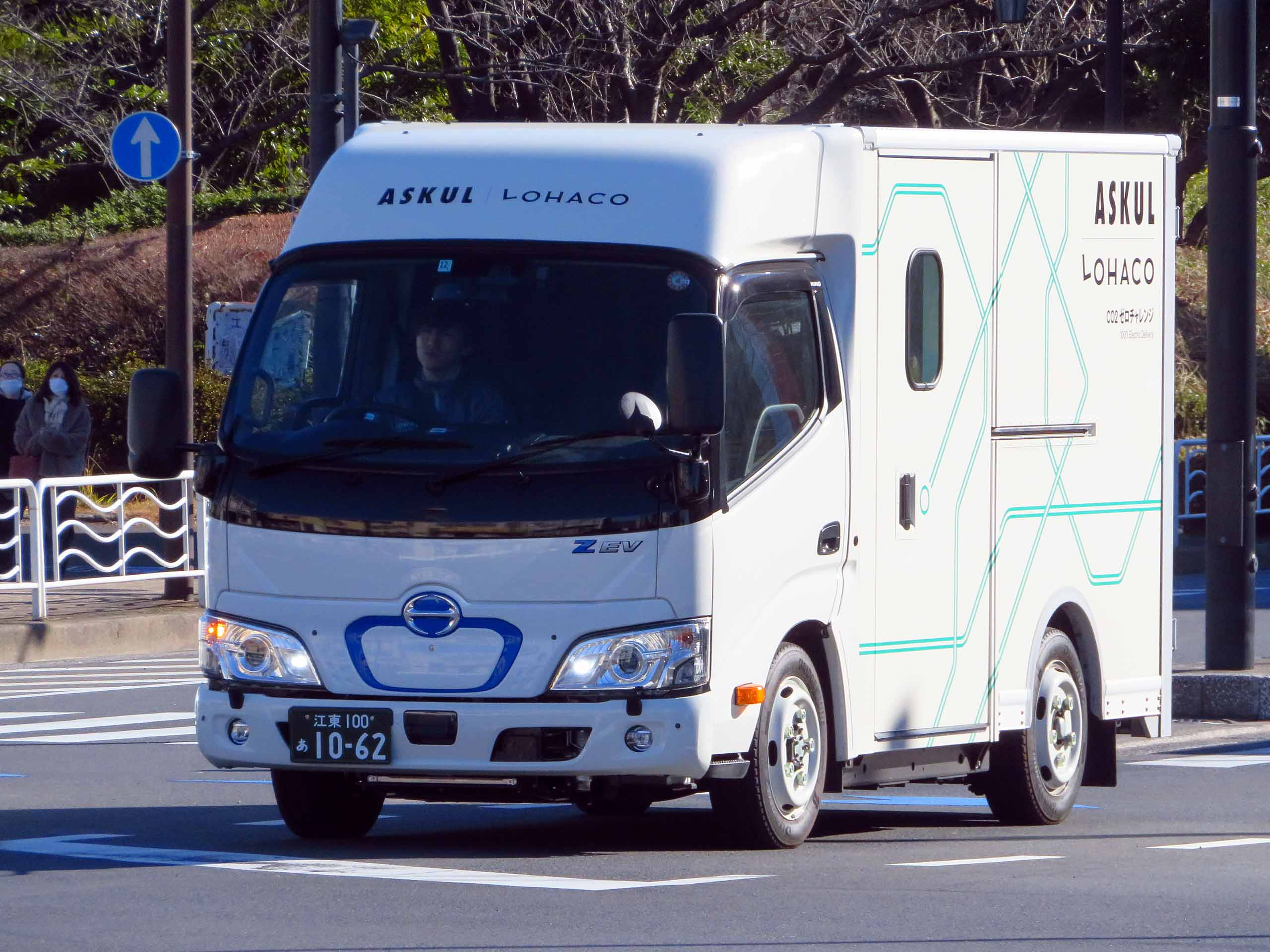
デュトロZ EV

2011年（平成23年）7月2日に12年ぶりのフルモデルチェンジを実施。トヨタには初代に引き続きダイナ / トヨエースとしてOEM供給される。キャッチコピーは「ヒノノニトン」。
エンジンは高圧コモンレール式燃料噴射システムやDPRを刷新し、燃費向上や更なる排出ガスのクリーン化を実現した5種類のディーゼルエンジン、またガソリンエンジンとLPGエンジンを設定。排出ガス処理装置には日野のクリーンディーゼルシステムである「AIR LOOP」を採用し、ディーゼル車は平成22年排出ガス規制に適合した。ハイブリッド車はアトキンソンサイクルの専用エンジンN04C-UL型 (110 kW/420 N·m) とアクセル・ブレーキの2ペダル操作を可能とする専用5速AMT「プロシフトV」を採用。エンジンとモーター兼発電機の間にクラッチを介することでモーターのみで発進できる新開発のハイブリッドシステムを搭載。これにより、2 t積車で1.0 km/L、3 t積車で1.4 km/Lの燃費向上を実現。ディーゼル車はN04C-UM型 (85 kW/325 N·m) ・N04C-UN型 (100 kW/390 N·m) ・N04C-UP型 (110 kW/420 N·m) ・N04C-UQ型 (132 kW/480 N·m) を、ガソリン車は2TR-FE (109 kW/235 N·m) を、LPG車は1BZ-FPE (85 kW/306 N·m) をそれぞれ設定している。
トランスミッションは6速AT・5速MT・6速MTの3種類を用意。また、ハイブリッド車とディーゼル車のMT車にはアイドリングストップ機能とエコドライブをサポートする日野エコランを標準装備し、実用燃費向上に寄与した。
安全面については強度を保ちながらピラー断面を極力扁平化し、広く見やすい視界を確保するワイドビューミラーと車両側面後方の視界を拡大し、巻き込み事故防止に寄与した2面鏡ミラーを標準装備するとともに、小型トラックでは世界初となるVSC（横滑り防止装置）のオプション設定を追加した。またコラムレバーの排気ブレーキの操作方法が跳ね上げ式から引き下げ式に変更された。
ブレーキは2WD車が全輪ディスクブレーキを、4WD車が前輪ディスク/後輪ドラムを採用している。
内装はインパネを改良して、膝前部分や下部の形状を工夫したことで中央席の足元スペースを拡大したほか、助手席から中央席には大型オープントレーを配置。ワイドキャブはキャビンパッケージそのものを刷新したことでドア開口部拡大、乗降ステップ大型化、乗員スペース拡大等により居住性・乗降性を向上するとともに、フロントデザインもキャビンの前絞りやバンパーコーナーの形状を工夫したことで空力性能が向上した。
2011年（平成23年）10月にグッドデザイン賞を受賞。
2012年（平成24年）1月の東京オートサロンでカスタムカー「デュトロX」を参考出品、以降日野自動車は2017年まで毎年デュトロを東京オートサロンおよび大阪オートメッセに出展した。デュトロXのカスタマイズは日野の子会社である日野エンジニアリングアネックスが担当し、市販も行っている。

8月1日にマイナーチェンジを行った上で、同年9月3日に発売する事が発表された。N04C-UQ型 (132 kW/480 N·m) エンジン車は平成22年排出ガス規制よりNOxおよびPMを10%以上低減したことにより全ての車型が低排出ガス車となると同時に、最大積載量が4トン以上の車型は「平成27年度燃費基準」を達成した。2013年1月施行の新灯火器類保安基準にあわせてカーゴ及びダンプに後部反射板を装備するとともに、オプション設定だった電動格納式ミラーが全車標準装備となり、スタンダードグレードにもAM/FMラジオが標準装備となった。
2013年5月6日にマイナーチェンジを行い、軽い操作力で制動可能な電動パーキングブレーキを高所作業車と塵芥車のMT車に標準装備した他（他のMT車はオプション。但し標準幅キャブダンプ、ダブルキャブ、ルートバンには設定なし）、ハイブリッド車にはパーキングポジション並びに電動パーキングブレーキ付きプロシフトVをオプション設定した。
2015年4月に一部改良を行い、VSCが全車標準装備となった他、電動パーキングブレーキは高所作業車とごみ収集車のMT車が標準装備でその他の車型はオプションだったが、ディーゼル車全車に電動パーキングブレーキを標準装備した。3t車のガソリン車を2種類から1種類に集約した。
2016年4月7日に2t積系を一部改良（5月6日販売開始）。全車ヘッドランプのマルチリフレクター化、およびフロントバンパーの形状の意匠の変更（ミリ波レーダーユニットをフロントバンパー中央内部に搭載したため、ライセンスプレートの取り付け位置が運転席側寄りになった左右非対称の形状となっている）のほか、2t積系トラックでは初採用となる追突被害軽減ブレーキシステム「PCS」（歩行者検知機能付）とレーンディパーチャーアラートを標準キャブの車両総重量5t未満の一部車型に標準装備したほか、スマートエントリー（運転席・助手席アンサーバック機構付）&スタートシステムを新たにオプション設定した。
2017年4月18日に2t積系を一部改良（6速MT車の一部は6月販売開始、その他の仕様は5月8日販売開始）。追突被害軽減ブレーキシステム（歩行者検知機能付）とレーンディパーチャーアラートをLPG車と消防車を除く全車に拡大して標準装備。環境性能はディーゼル車のうち、車両総重量が7.5t超の車両が「平成28年排出ガス規制」に対応したほか、AT車は重量車モード燃費を向上した。10月にはハイブリッドのワイドキャブ車のAMTが5速から6速に変更された。
2019年4月17日にマイナーチェンジ（5月7日販売開始）。前進誤発進抑制機能、低速衝突被害軽減機能、クリアランスソナーをLPG車を除き標準装備、フロントグリルが6代目レンジャーのグリルに似たデザインとなる。ヘッドライトが発光ダイオード(LED)化される。環境性能は全車平成28年排出ガス規制に対応、ハイブリッド車はPCU（パワーコントロールユニット）をコンパクト化。運転席周りはインパネのマルチインフォメーションディスプレイが4.2インチカラー化された他、ハンズフリー通話機能付オーディオ（AM/FM・USB・Bluetooth）も新採用された。ステアリングホイールはステアリングスイッチ付きに、バックミラーに電子インナーミラーを採用。3代目プロフィアに続いてICTサービス「HINO CONNECT」に対応した他、GVW7.5t超車は車載式故障診断装置（J-OBDⅡ）にも対応した。また、高床のシングルタイヤ車とルートバンが廃止された。
2021年3月22日にマイナーチェンジ（3月25日販売開始）。ハイブリッド車のエンジンをN04C-WE型 (110kW/440N·m・モーターアシストなし車)とN04C-WE型 (110kW/470N·m・モーターアシストあり車)の2機種に、ディーゼル車の搭載エンジンをN04C-WD型 (110kW/440N·m)とN04C-VU型 (132kW/470N·m) の2機種にそれぞれ集約した。これに伴いLPG車が廃止された。車内外のミラーとリヤバンパーの形状を変更した他、GVW7.5t未満車にも車載式故障診断装置（J-OBDⅡ）に対応した。
2021年4月15日にデュトロをベースに荷台部分を超低床としてウォークスルー構造を採用した電気自動車「デュトロZ EV」を開発、2022年に発売することを発表した。
2021年7月26日にシリーズ初となる1.5t積系を設定（8月2日発売開始）。1.5t積系に搭載されるエンジンは、すでに1.5t積系を設定しているダイナ同様に、トヨタ製1GD-FTV型直列4気筒DOHC16バルブコモンレールディーゼルターボエンジンを搭載（一連の日野の量販車種としては史上初）し、トランスミッションは5速MT・6速ATが用意される（ダイナ1t積系とは異なり、ガソリン車の設定は無い）。安全装備に関しても、2t積系同様にプリクラッシュセーフティ（歩行者[昼夜]・自転車運転者[昼]検知機能付衝突回避支援タイプ）、前進誤発進抑制機能、低速衝突被害軽減機能、クリアランスソナーが全車に標準装備される。これに伴い、同日に一部改良を発表したトヨタ・ダイナ1t積系の製造事業者が、トヨタ自動車から2t積系と同じ日野自動車に変更となった。
2022年6月28日に新普通免許に対応した電気トラックのデュトロZ EVが登場した。車両総重量は3.5t未満となる。荷台の架装が可能なキャブシャシ型に加えてウォークスルーバン型も設定されており、ウォークスルーバン型に関しては、トヨタ自動車(エンジンのみ日野製)で生産販売していたクイックデリバリーの一般向けが2011年に生産終了した以来、11年振りのウォークスルーバンが復活した。
2023年8月7日に1.5t積系を一部改良。バックカメラや電子インナーミラーを全車に標準装備するとともに、平ボデーに加え、アルミバンやテールゲートといった架装車がラインナップに加わった。
2023年10月12日に2t積系を一部改良。バックカメラ・電子インナーミラー、オートヘッドランプ、デイタイムランニングランプが全車に標準装備され、JH25モードでの燃料値のカタログ表記などにも対応した。

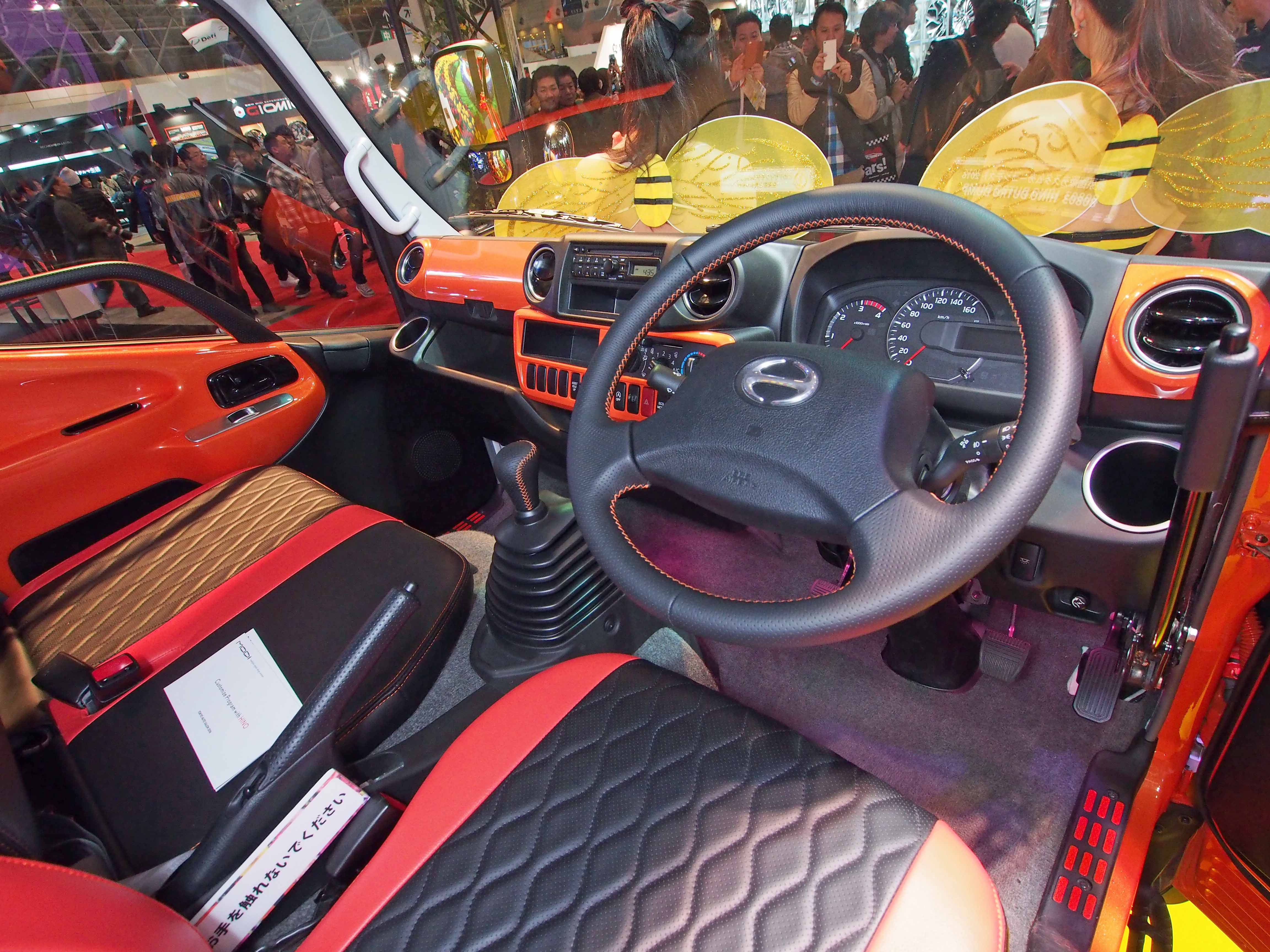
標準キャブ車運転席（デュトロX ダンプ 2016年バージョン）
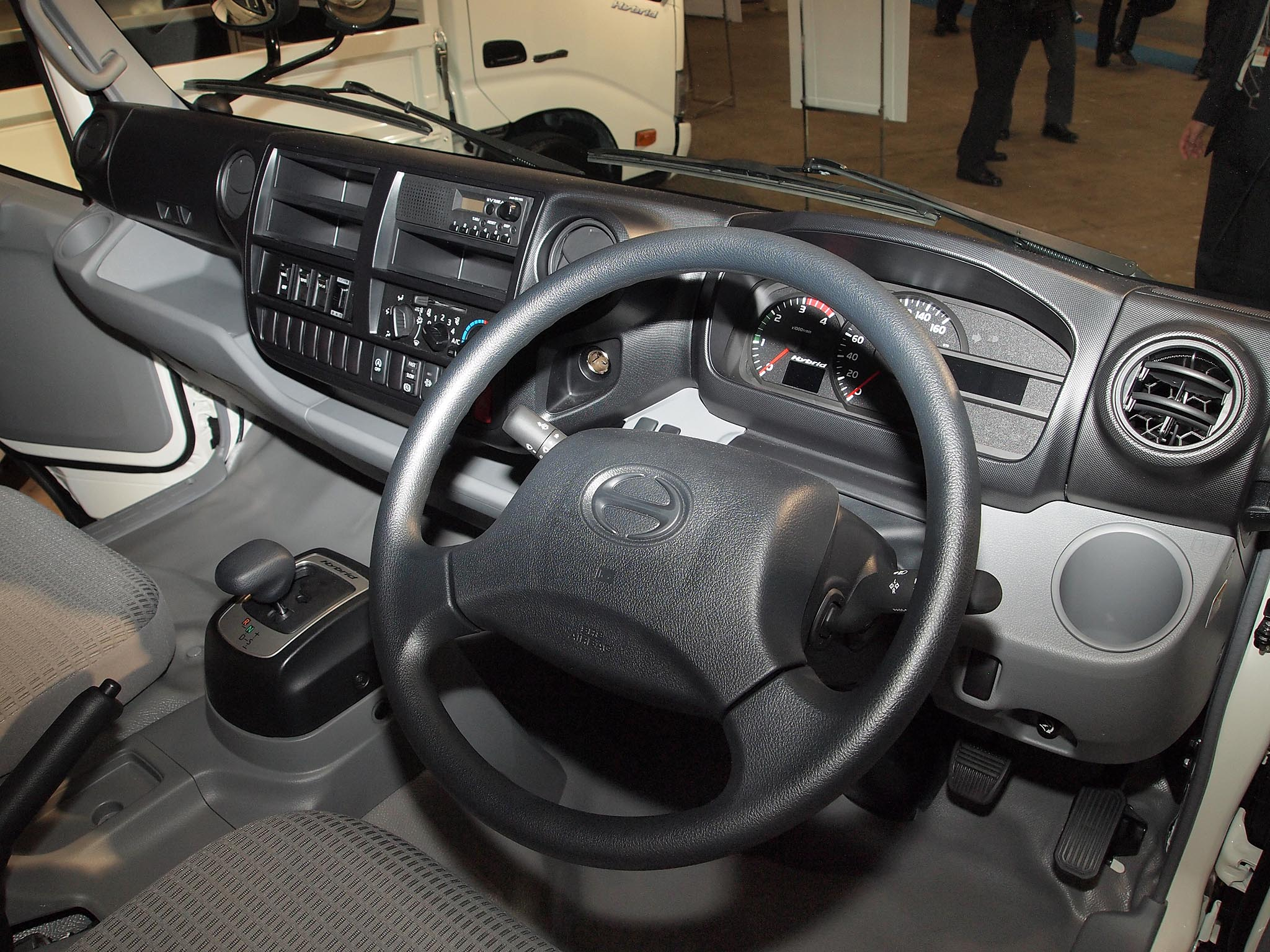
ワイドキャブ・ハイブリッド車運転席
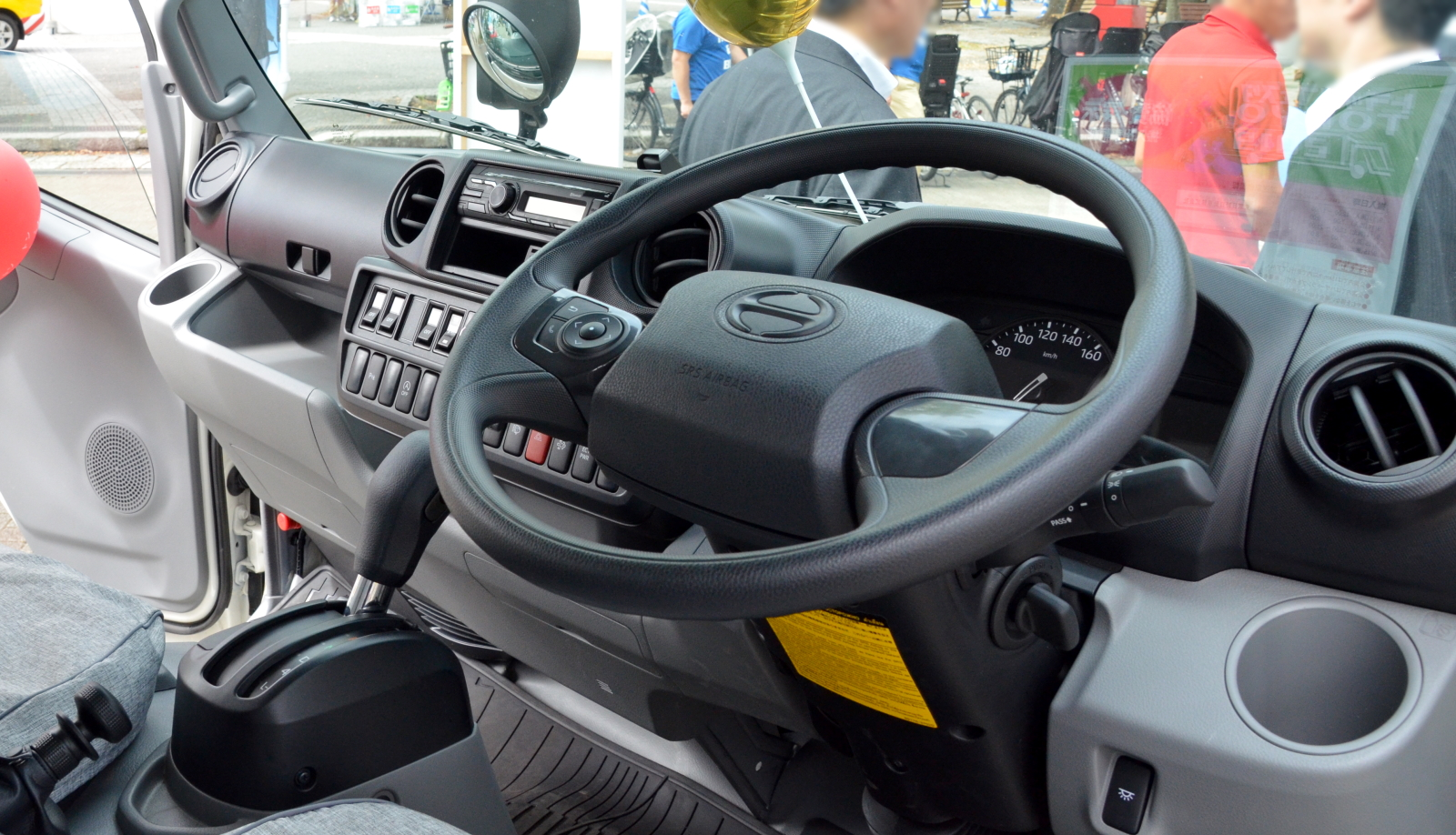
標準キャブ2019年型運転席
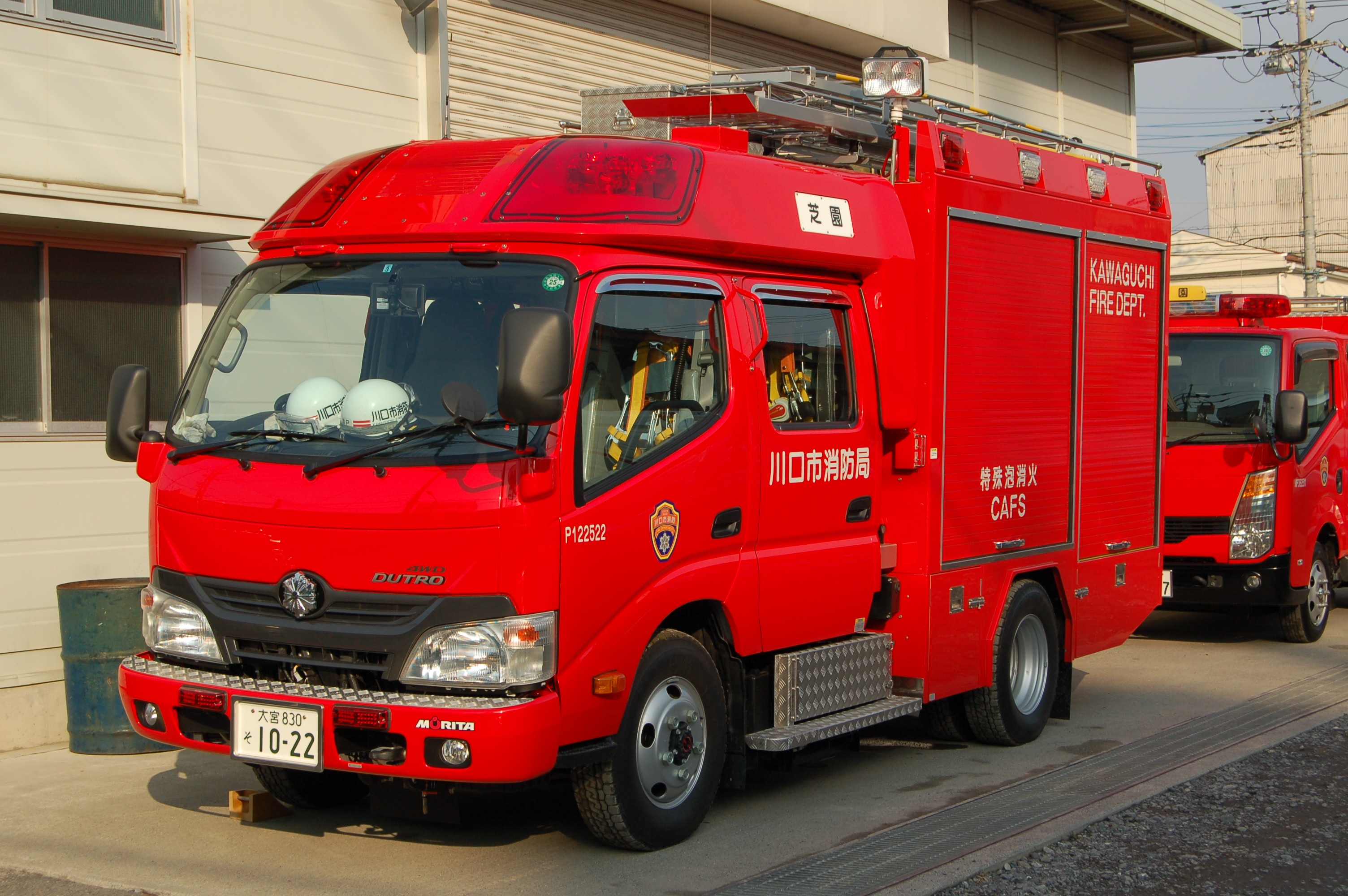
4WDダブルキャブ消防車仕様（2011年型）
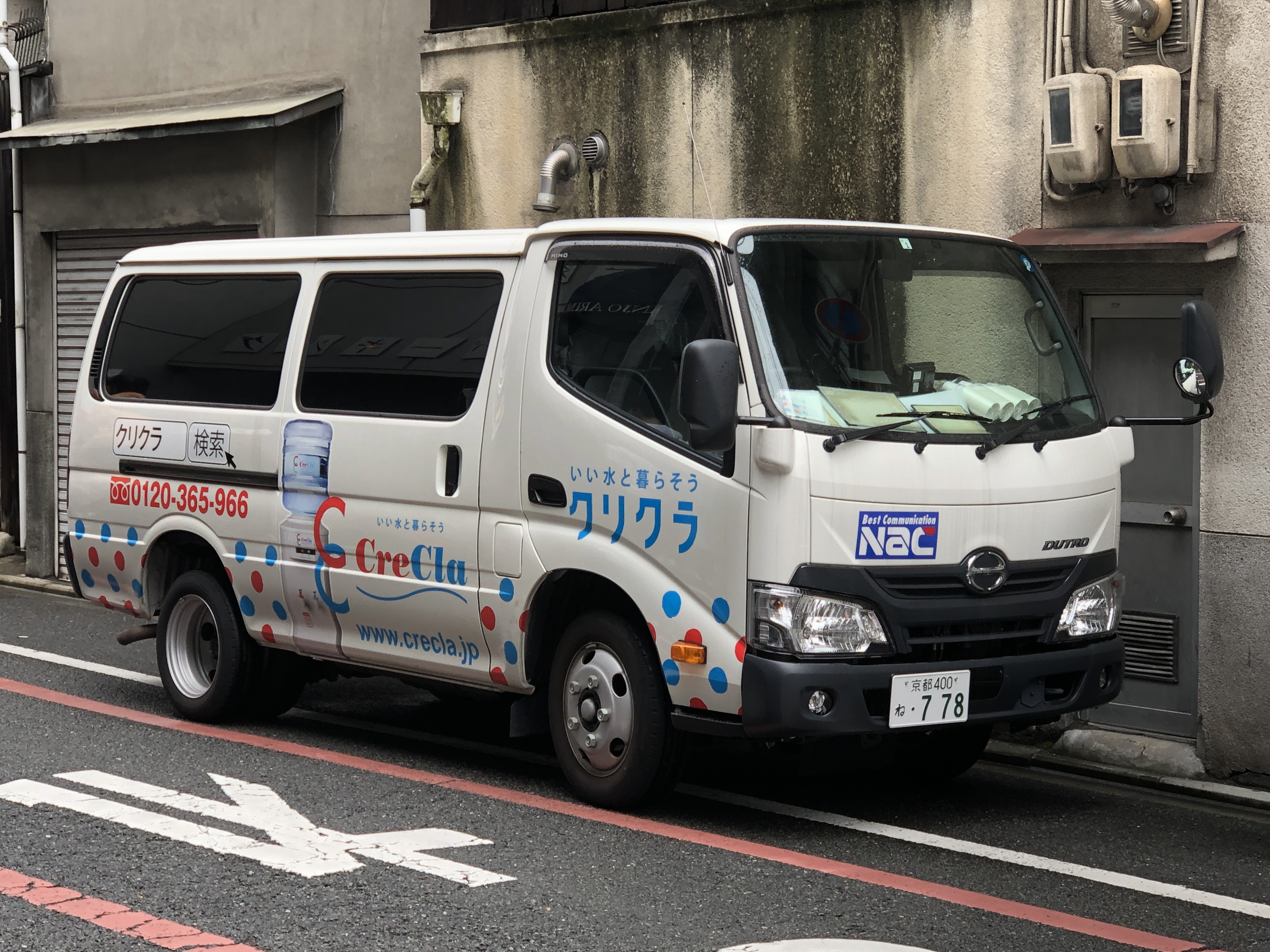
ルートバン（2016年型、PCS非装着車）
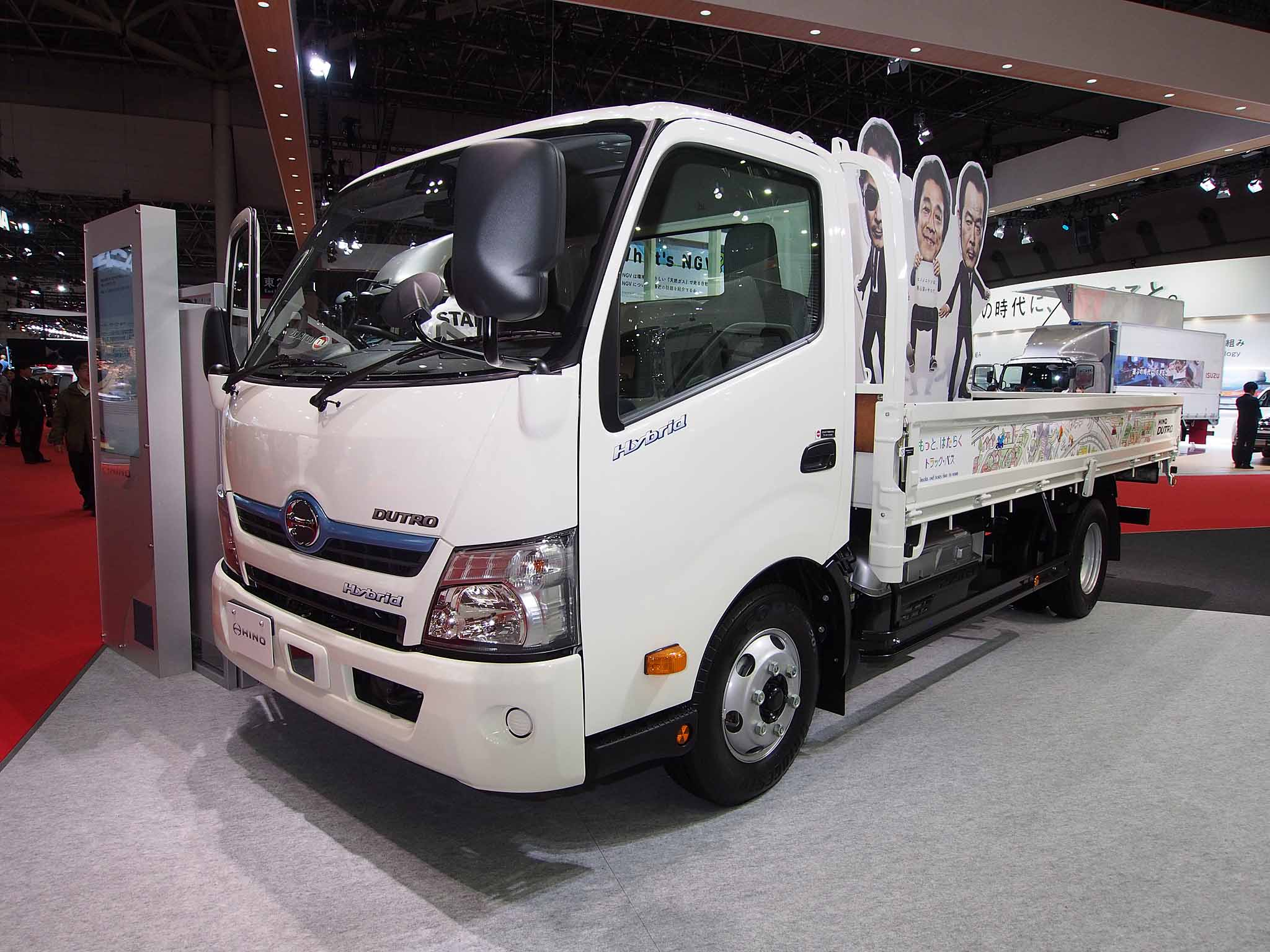
ハイブリッドワイドキャブ（2017年型）[注 3]

東京オートサロン・大阪オートメッセ出品車

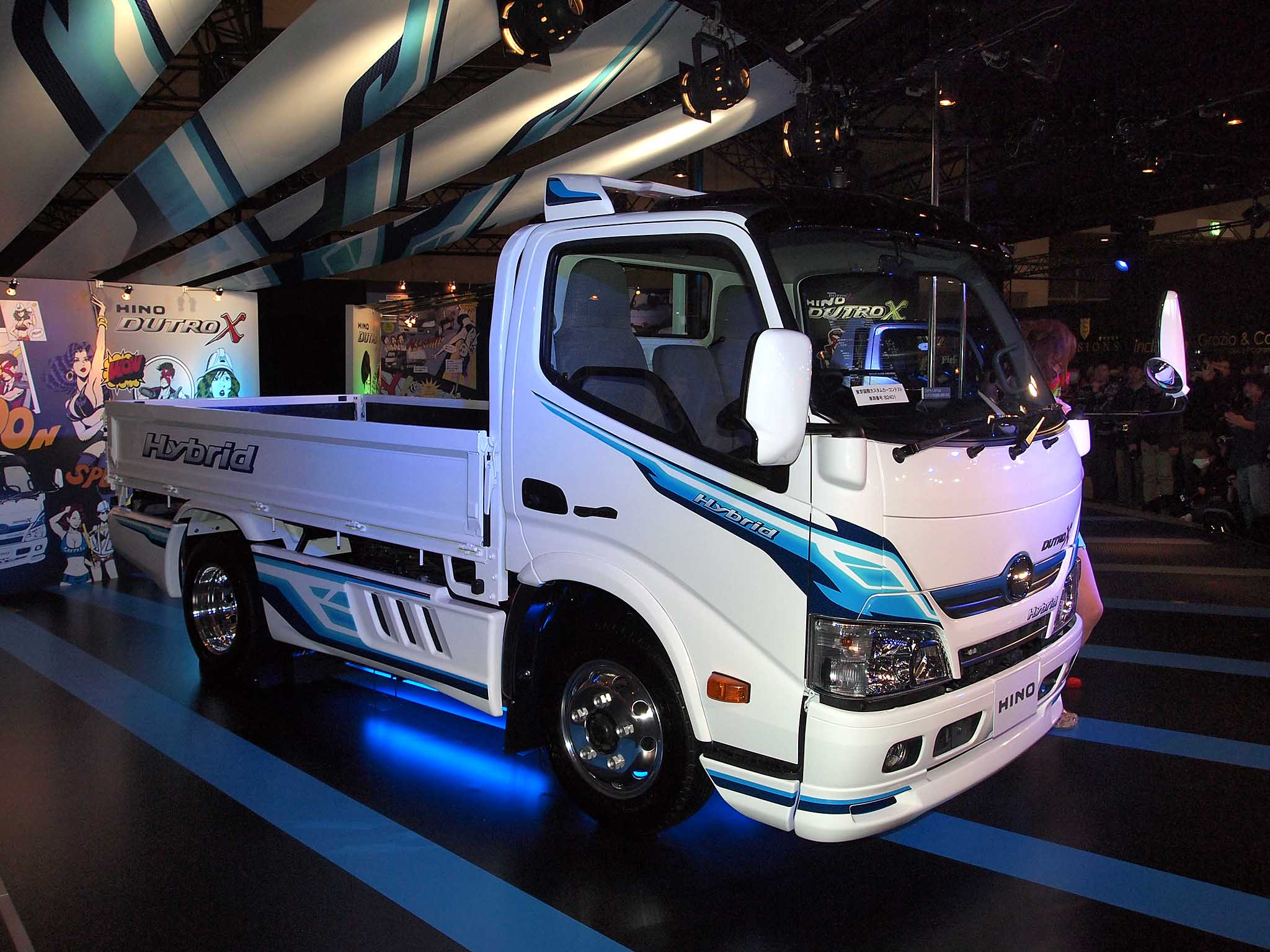
デュトロX カーゴ（2012年バージョン） ハイブリッド標準キャブ・平ボディ
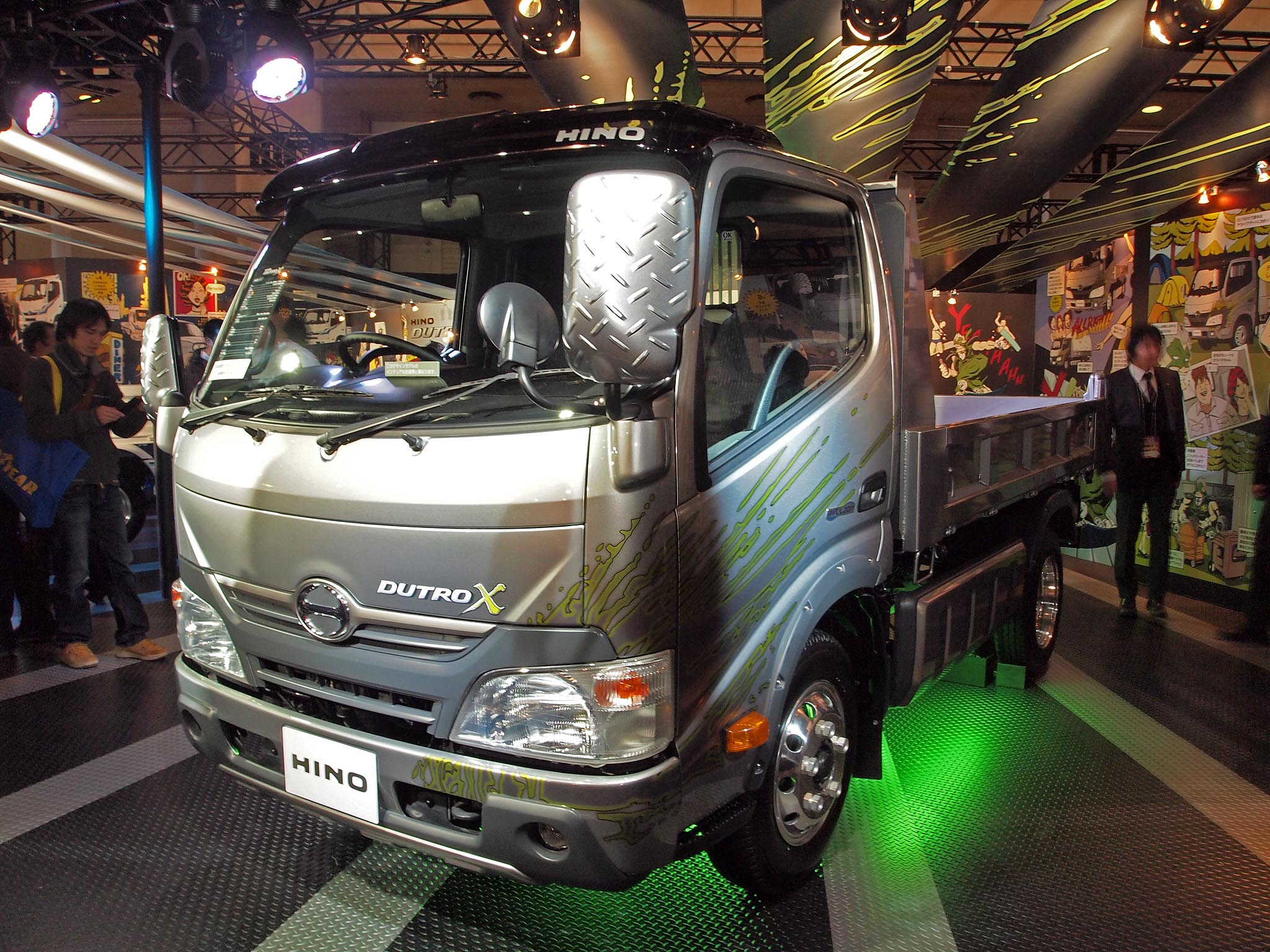
デュトロX ダンプ（2012年バージョン） 標準キャブ
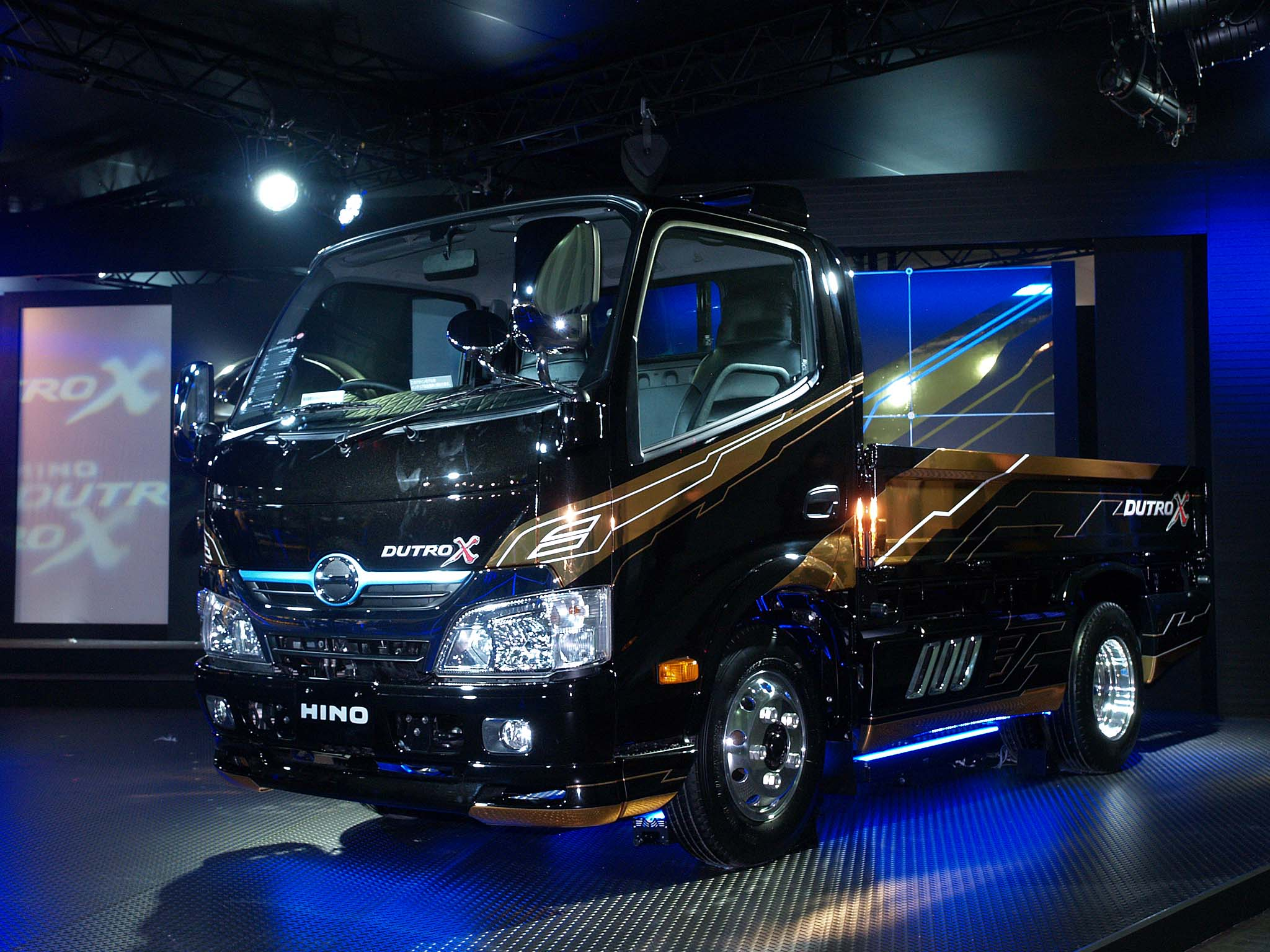
デュトロX カーゴ（2013年バージョン） ハイブリッド標準キャブ・平ボディ
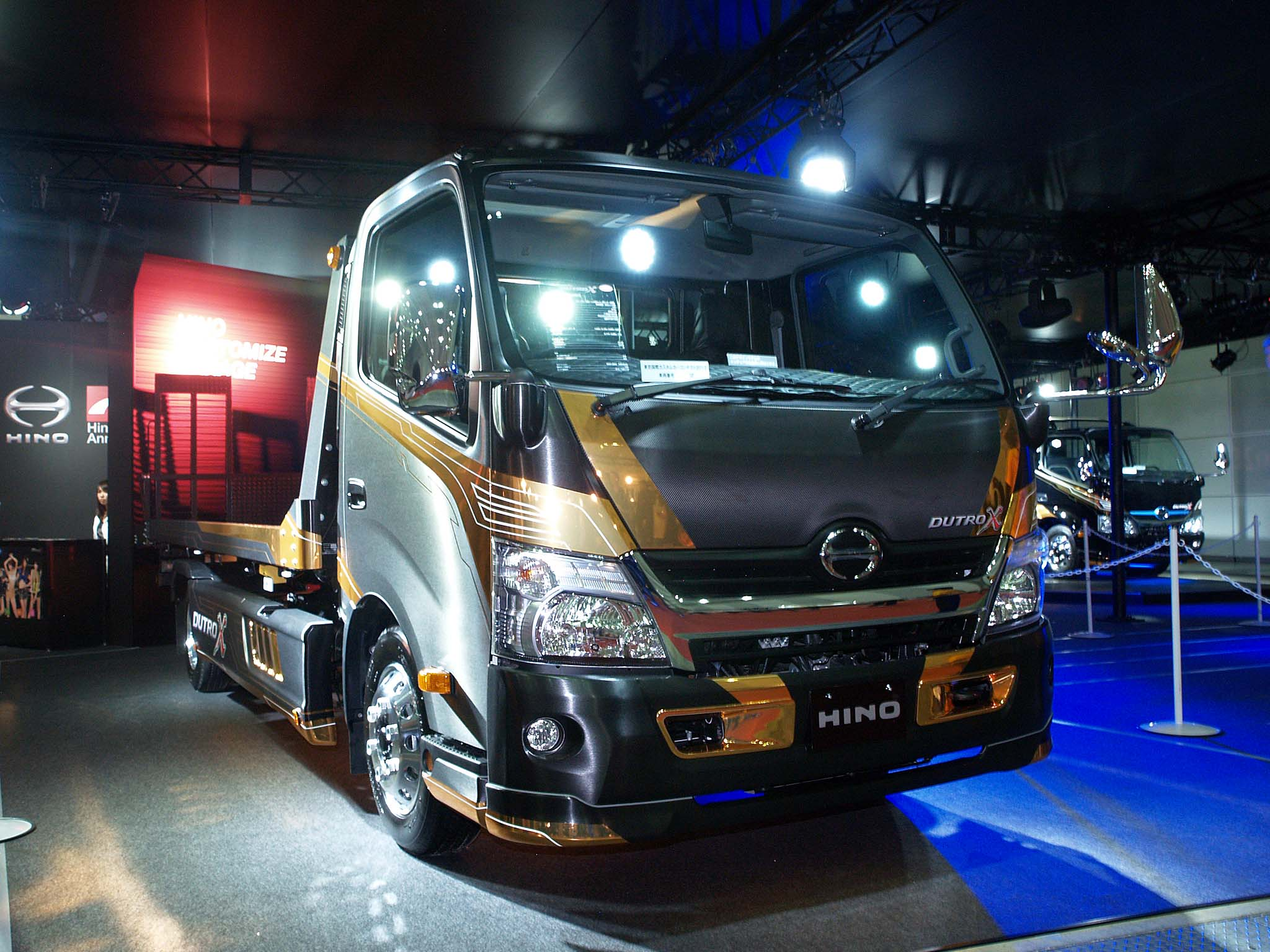
デュトロX ローダー（2013年バージョン） ワイドキャブ
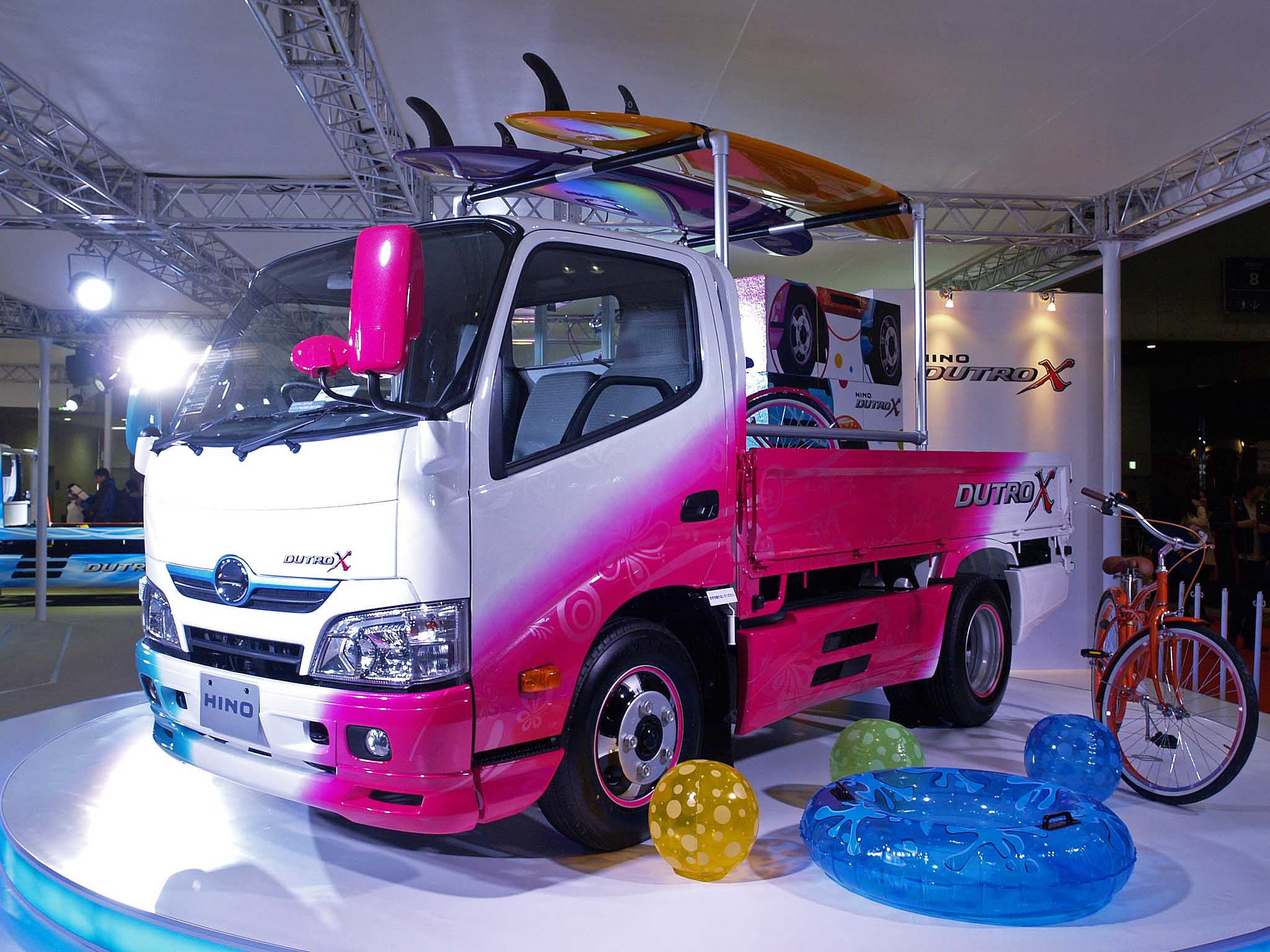
デュトロX カーゴ（2014年バージョン） ハイブリッド標準キャブ・平ボディ
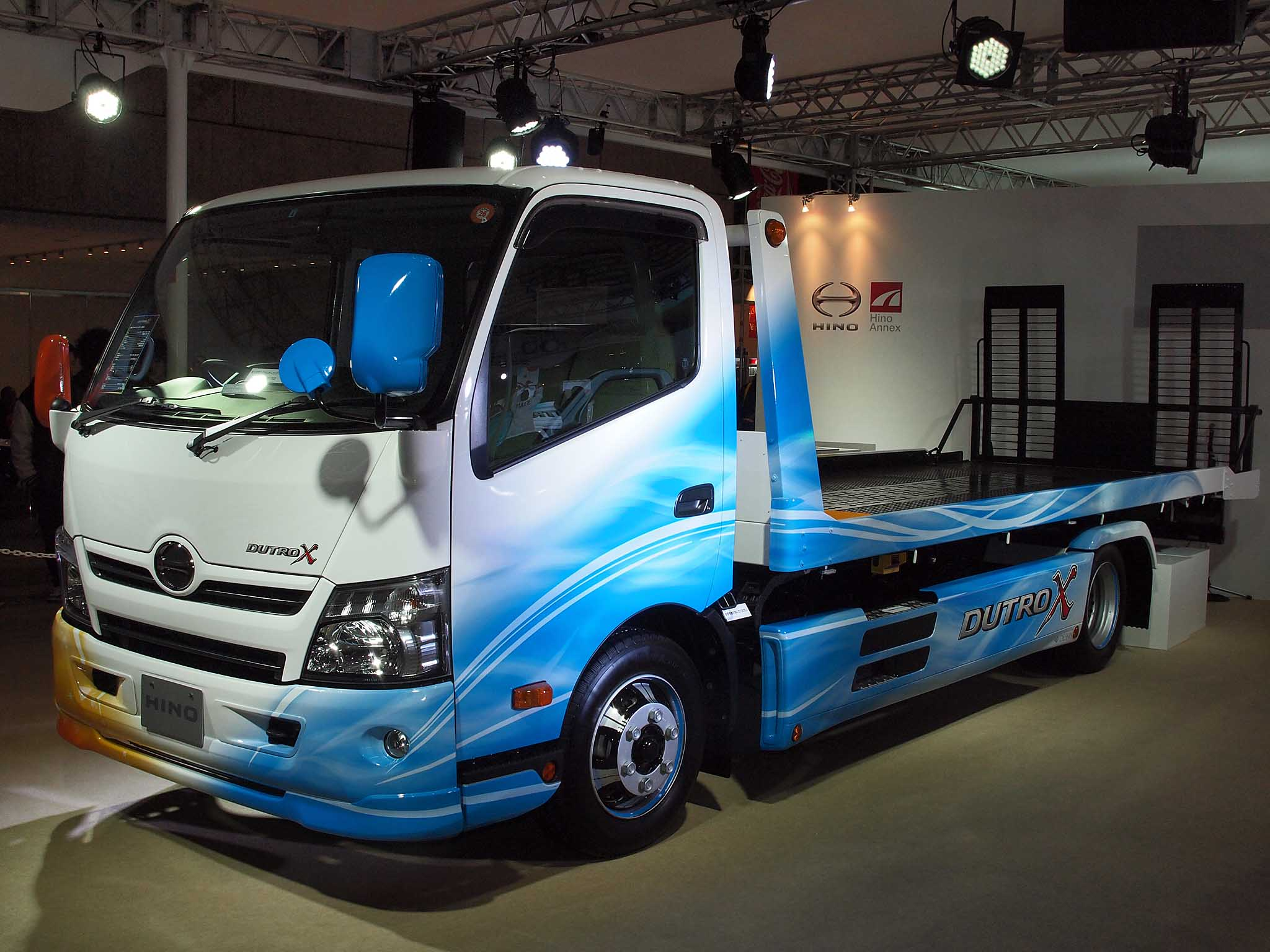
デュトロX ローダー（2014年バージョン） ワイドキャブ
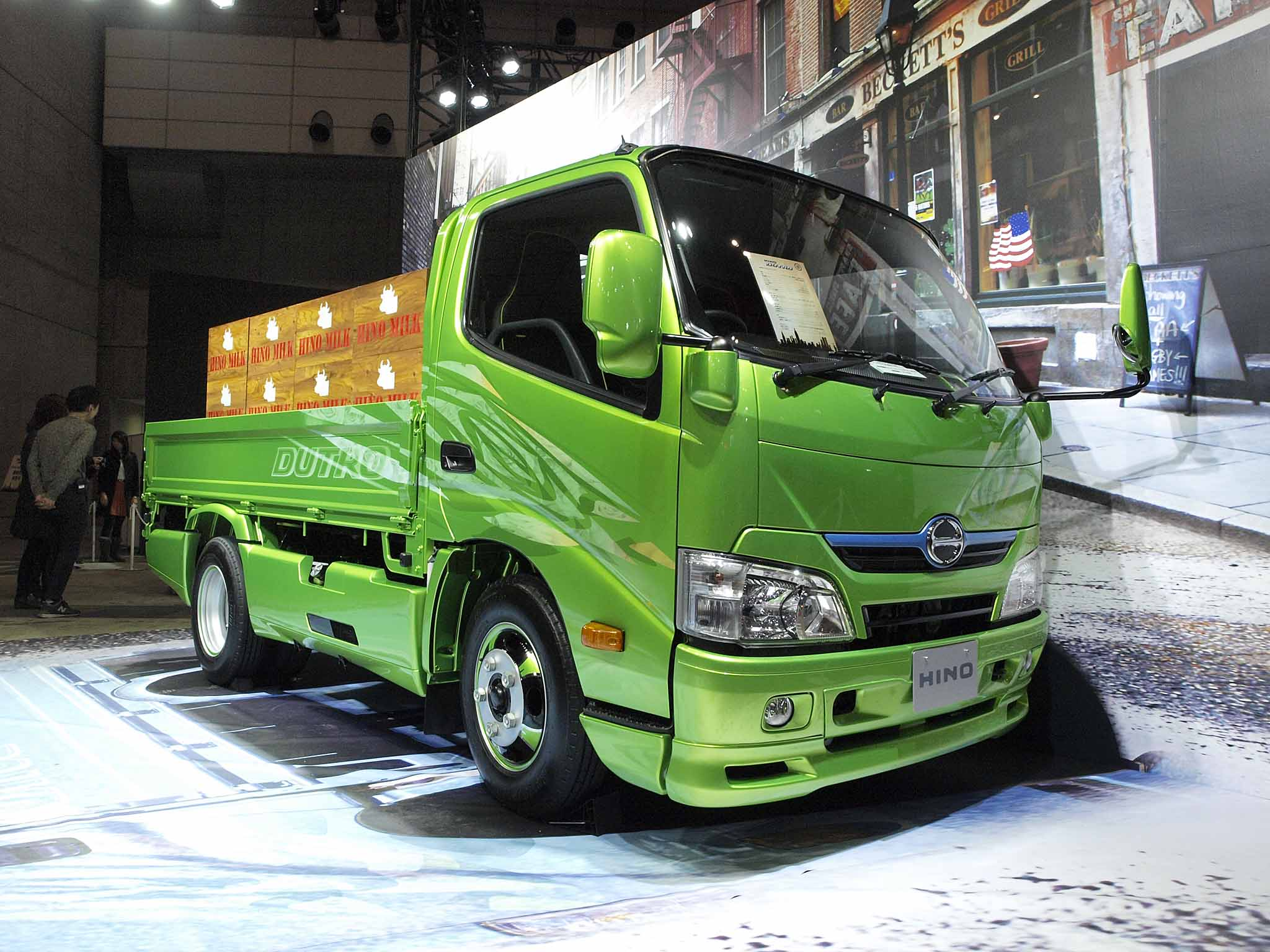
デュトロX カーゴ（2015年バージョン） ハイブリッド標準キャブ・平ボディ
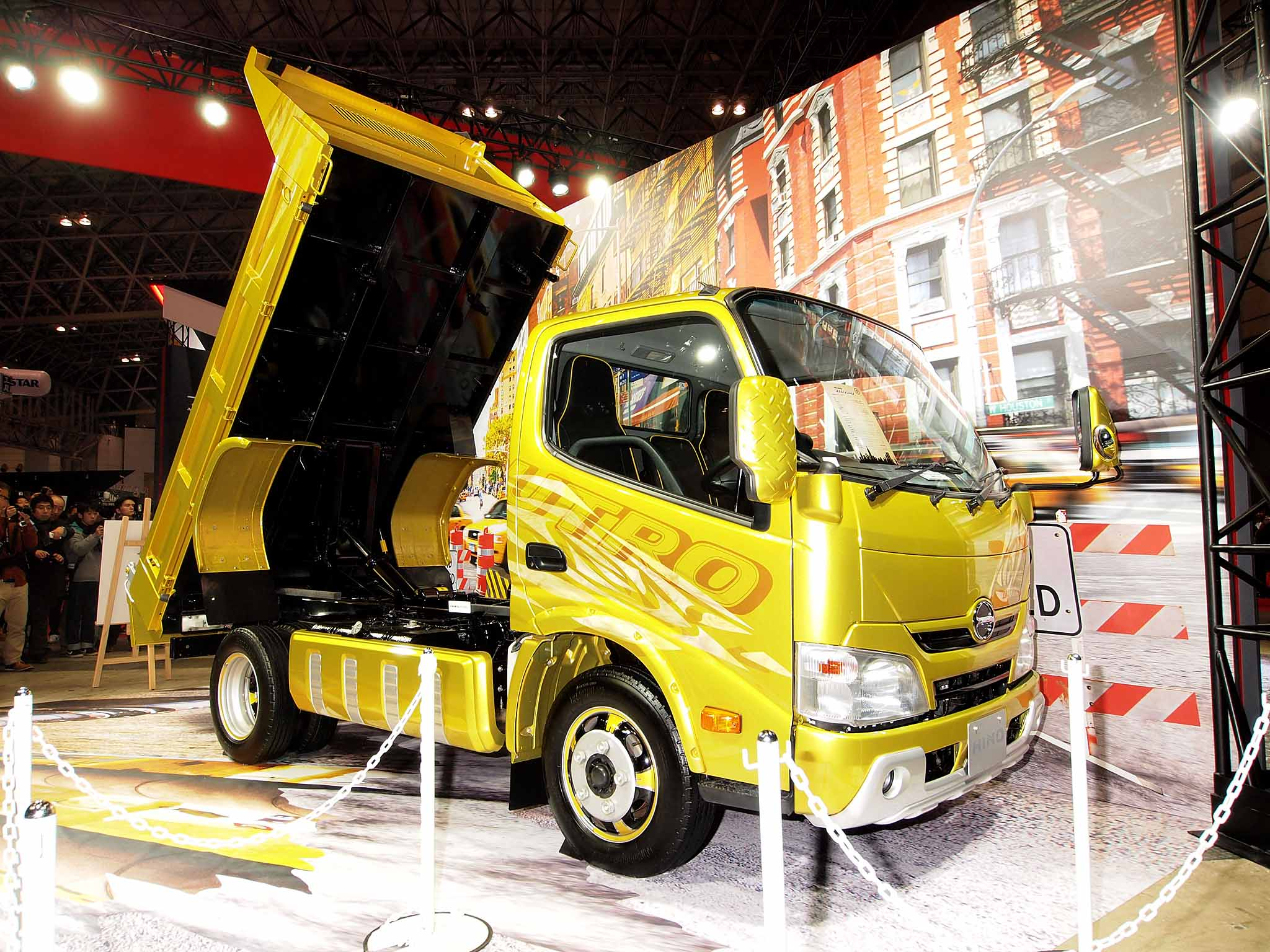
デュトロX ダンプ（2015年バージョン） 標準キャブ
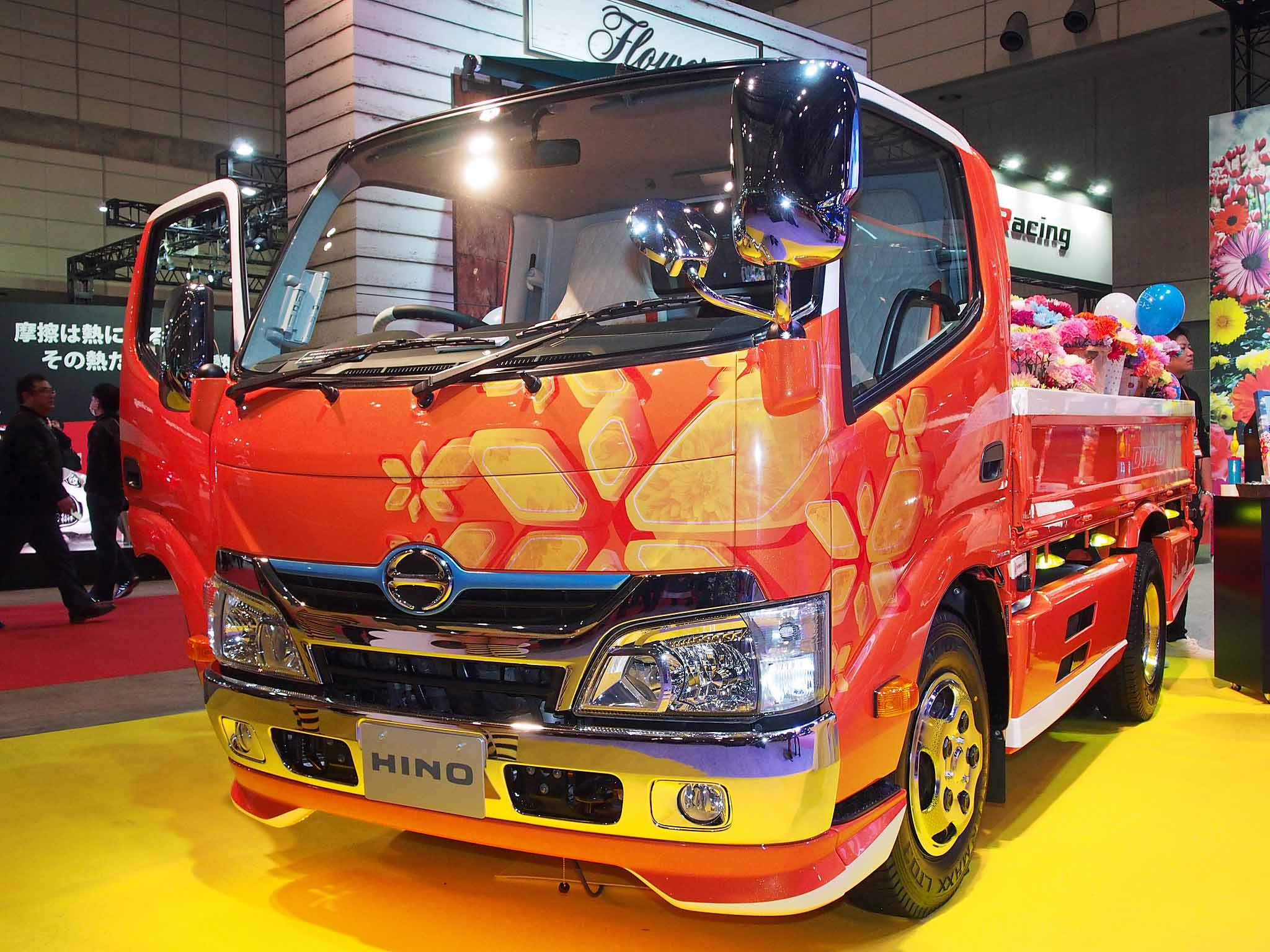
デュトロX カーゴ（2016年バージョン） ハイブリッド標準キャブ・平ボディ
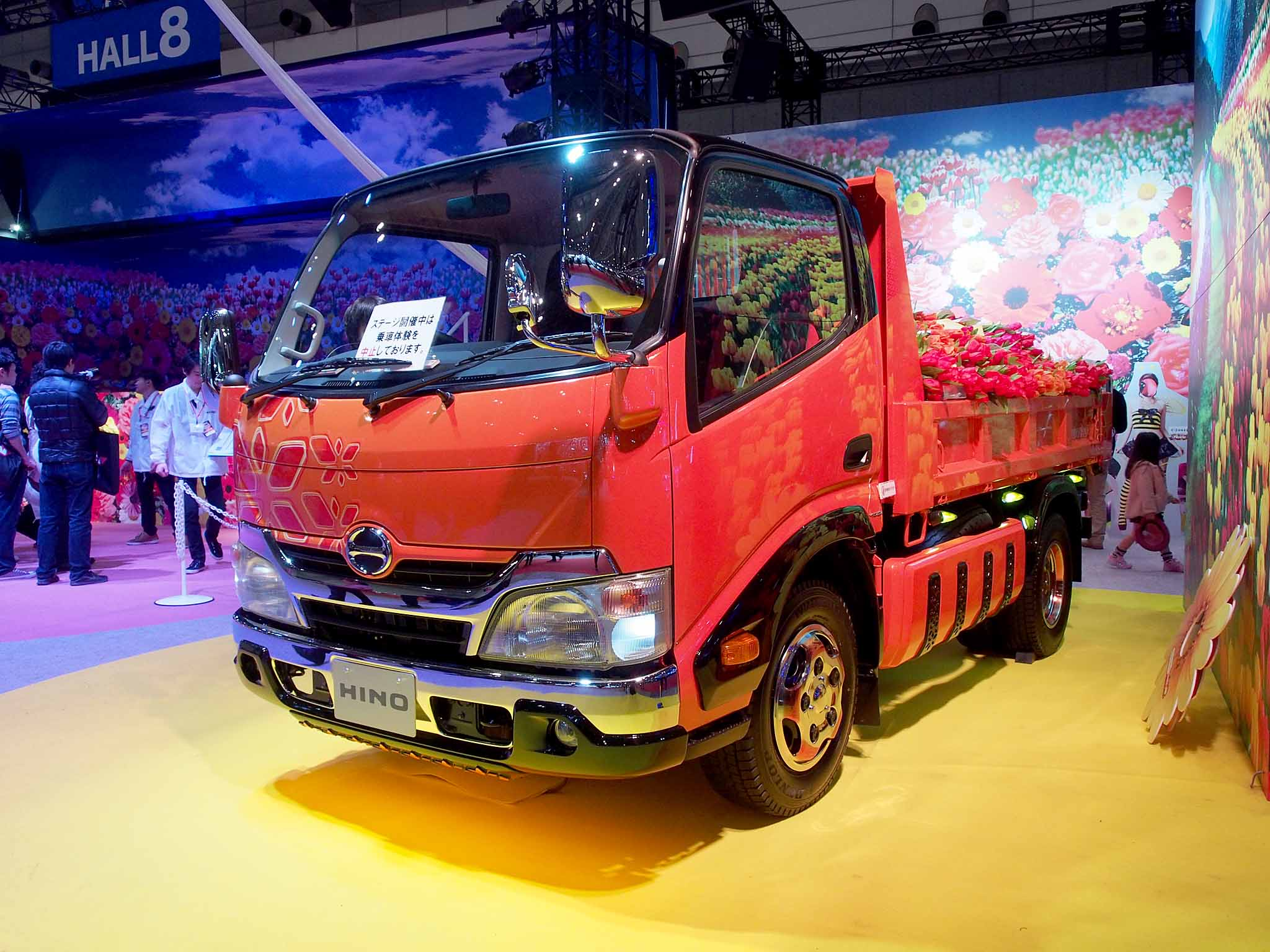
デュトロX ダンプ（2016年バージョン） 標準キャブ
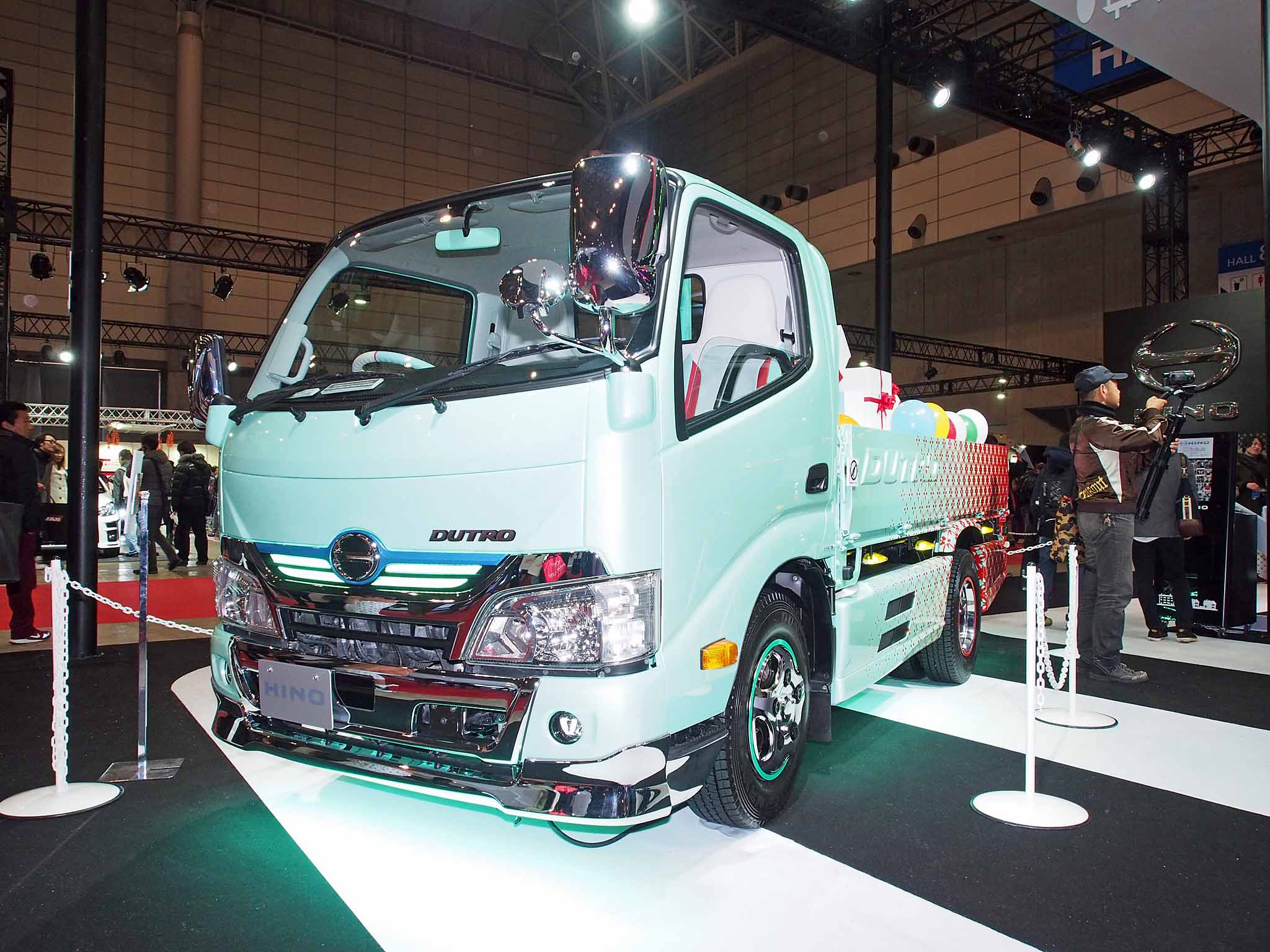
カーゴ（2017年バージョン） ハイブリッド標準キャブ・平ボディ
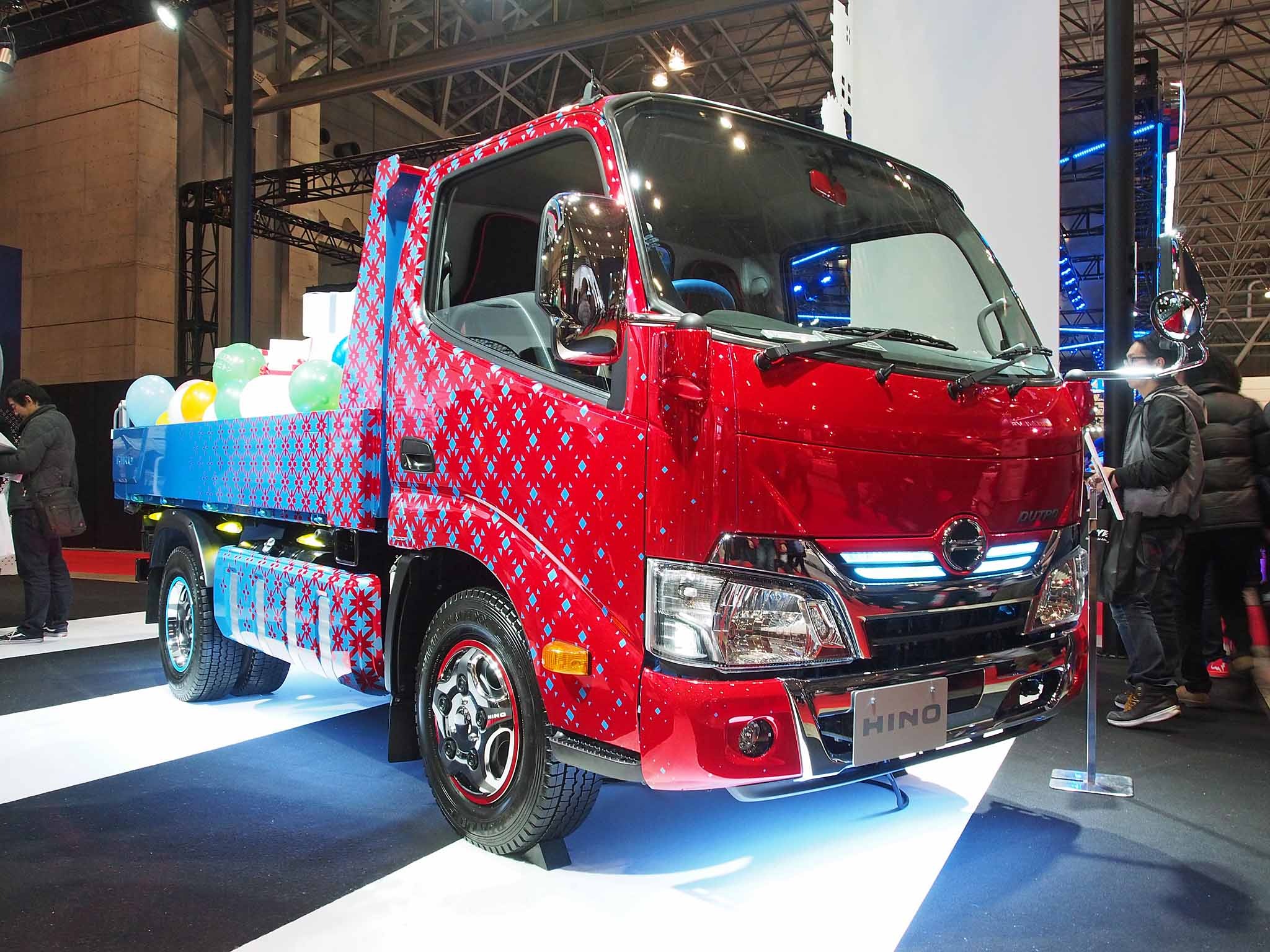
ダンプ（2017年バージョン） 標準キャブ

## 生産工場
生産は日野自動車・羽村工場（台湾は国瑞汽車・観音工場）。トヨタ自動車のダイナ・トヨエース（2020年3月で販売終了）とは姉妹車になる。ダイハツ工業のデルタトラックとは2003年の販売終了まで姉妹車だった。
尚、レンジャー2/3は岐阜車体工業で生産された。

## メーカー完成車荷台メーカー
- VQアルミバン - トランテックス
- アルミバン完成車シリーズ - トランテックス、トヨタ車体、北村製作所（トヨタ車体はスライドリフトスマーティ車とパレット車の設定あり。北村製作所はオートレベルリフト、引き出しリフト、ベッドリフトの設定あり）
- ウイングバン完成車シリーズ - トランテックス、日本フルハーフ
- アルミブロック - トランテックス
- 強化木製平ボディ - 東洋ボデー
- リフト付トラック - トヨタ車体、極東開発工業、新明和工業、東洋ボデー（東洋ボデーはLPGボンベ配送車のみ設定、極東開発工業製のLPGボンベ配送車はディーラーオプション設定）
- クレーン付トラック - 古河ユニック、タダノ
- ダンプシリーズ - 極東開発工業、新明和工業、花見台自動車（花見台自動車はスライド式ダンプのみ設定）
- 冷凍バン完成車シリーズ - トランテックス（冷凍機はデンソー製、菱重コールドチェーン製）、トヨタ車体（冷凍機はデンソー製）、日本フルハーフ（冷凍機は菱重コールドチェーン製）
- 保冷バン完成車シリーズ - トランテックス、トヨタ車体、日本フルハーフ
- ミキサー - KYB、新明和工業
- 車両運搬車シリーズ - 極東開発工業、新明和工業、花見台自動車

## 車名の由来
「Dramatic & Urbane Transport Offer」の略称。「ドラマチックで洗練された運搬・輸送を提供する」トラックを意味する。

## CM出演者
- ともさかりえ（1999年登場時から2004年まで）
- ポパイ（2004年から2006年まで）

新型デュトロ「実家におすすめ」篇 2011年7月1日～2014年5月
この3人には実家が自営業という共通点がある。CMソングは「日本が変わる　日野が変える」（唄：中村雅俊）。
- 佐々木蔵之介 - 佐々木酒造。なお佐々木酒造では実際に使用している。
- 柳沢慎吾 - 柳澤商店（青果店）
- 新山千春 - 新山りんご園（リンゴ農家）

「ヒノノニトン」篇 2014年5月30日より
- 堤真一
- リリー・フランキー

「ラグビー」篇 2019年4月18日より
- 日野レッドドルフィンズ[20]
- 山下真司

「月面」篇 2019年10月19日より
- 野村萬斎
- 安藤サクラ